# Historiografie van de Tachtigjarige Oorlog
De historiografie van de Tachtigjarige Oorlog betreft de geschiedenis van de geschiedschrijving van de Tachtigjarige Oorlog, oftewel het onderzoek naar hoe dat conflict in de loop der eeuwen is beschouwd of geïnterpreteerd. Enkele van de belangrijkste twistpunten tussen geleerden zijn de naam van de oorlog (met name "Tachtigjarige Oorlog" versus "Nederlandse Opstand"), de periodisering van de oorlog (vooral wanneer deze begon, welke gebeurtenissen ertoe moeten worden gerekend of van uitgesloten, en of de effectieve duur van de oorlog het tellen van "tachtig jaar" rechtvaardigt of niet), de oorsprong of oorzaken van de oorlog (de protestantse Reformatie of de schending van de rechten en privileges van de adel en autonome steden) en derhalve de aard van het conflict (een godsdienstoorlog, een burgeroorlog of een onafhankelijkheidsoorlog), de betekenis van zijn historische documenten zoals het Plakkaat van Verlatinghe, en de rol van de hoofdrolspelers zoals Filips II van Spanje, Willem van Oranje, Margaretha van Parma, de hertog van Alva, Alexander Farnese (de hertog van Parma), Maurits van Nassau (prins Maurits) en Johan van Oldenbarnevelt. Er is getheoretiseerd dat protestantse Reformatiepropaganda heeft geleid tot de zwarte legende om de daden van het Spaanse Rijk, het Leger van Vlaanderen en de Rooms-Katholieke Kerk omtrent zaken zoals de Spaanse Inquisitie in een overdreven extreem negatief daglicht te stellen, terwijl andere wetenschappers menen dat de gruweldaden die de Spaanse strijdkrachten hebben gepleegd om de Habsburgse Nederlanden binnen het Rijk te behouden historisch gezien relatief nauwkeurig zijn voorgesteld. Er bestaan ook controverses over het belang van de oorlog voor het ontstaan van de Republiek der Zeven Verenigde Nederlanden als de voorloper van het huidige Koninkrijk der Nederlanden en daarin de rol van de stadhouders uit het huis Oranje-Nassau, alsmede de de vorming van Nederlandse en Belgische nationale identiteiten als gevolg van de splitsing van de Noordelijke en Zuidelijke Nederlanden.

## Overzicht
Door diverse geschiedschrijvers is de Opstand verschillend beoordeeld.

### Zeventiende en achttiende eeuw
Een groep zeventiende-eeuwse Nederlandse protestantse kroniekschrijvers zoals Hooft, Bor, Van Meeteren, De Groot (Grotius), Aitzema en Baudartius kon bouwen op verslagen uit de eerste hand. Zoals de liberale historicus Fruin en de katholieke historicus Nuyens in het midden van de negentiende eeuw zouden beamen, "[kon er] voor Katholieken in Noord-Nederland, vóór 1798, geene sprake van zijn om de geschiedenis van de omwenteling der XVIe eeuw te beschrijven", omdat de Nederlandse Republiek werd gedomineerd door de Nederduits Gereformeerde Kerk (hoewel formeel geen 'staatskerk', werd zij publiekelijk bevoorrecht), waarvan de calvinistische predikers de wereldlijke autoriteiten (de Staten) konden beïnvloeden om elke katholieke inwoner te straffen voor het uiten van openbare kritiek op de protestantse consensus over de geschiedenis. Nuyens (1869) vatte de situatie als volgt samen:

Door dit alles bleef alleen één gedeelte des nederlandschen volks aan het woord, zoodra er sprake was over ‘den opstand tegen de spaansche dwingelandij’; het andere evenwel mocht zijne overleveringen, zijne inzichten, zijne meeningen hebben: het kon die niet openbaren. Bor, van Meteren, Reyd, Hooft, allen bleven zeer eenzijdig in hunne beschouwing. Hunne opvolgers, de mannen, die in de XVIIIe eeuw over den nederlandschen opstand schreven, putt'en uit hen en werkten hunne stoffe verder uit. Het lijdt bij hen niet den minsten twijfel meer of de opstand is wettig geweest: Filips was een afgrijslijk tiran; Oranje voor ééne partij een man Gods, voor de andere (de staatsgezinde) in allen gevalle een groote weldoener zijns vaderlands; de Gereformeerden streden voor de ware vrijheid der kinderen Gods, voor het zuivere evangelielicht; ook streden zij voor burgervrijheid tegen een allergruwelijkst despotisme. De partijschriften van Van Wesembeke, de Apologie, de Verweerschriften der Staten tegen Don Jan, enz. enz. werden als onfeilbare waarheden beschouwd: de ‘roomsche menschen’, zooals men zich uitdrukte, mochten wel in rust en vrede leven, mits zij zich slechts stil gedroegen en volstrekt niet de minste rechten vorderden.

Naast hen waren er enkele katholieke geschiedschrijvers die de Tachtigjarige Oorlog behandelden, maar ofwel in het Latijn schreven, zoals Floris vander Haer, Nicolas de Bourgogne en Michael ab Isselt, ofwel buitenlanders waren, zoals Famiano Strada en Guido Bentivoglio, en als zodanig ontoegankelijk waren voor Nederlandse katholieken, of niet namens hen konden spreken.

#### De Bello Belgicovan Strada
Het Latijnse werk De Bello Belgico (verwijzend naar Caesars klassieker) van de Italiaanse jezuïtische historicus Famiano Strada (1572–1649) werd populair in heel Europa en werd in vele talen vertaald. Strada publiceerde het tussen 1632 en 1647 voor het eerst in Rome als De Bello Belgico decades duae, de eerste decade (tiental boeken) in 1632, de tweede in 1641. De eerste reeks van tien boeken bestreek de periode vanaf de troonsafstand van Karel V in 1555 tot de dood van Don Juan van Oostenrijk in oktober 1578. Het tweede tiental boeken besloeg de tijd vanaf het begin van de regering van Alexander Farnese in oktober 1578 tot de verovering van Rijnberk (30 januari 1590). Een derde deel zou door toedoen van de Spaanse autoriteiten niet zijn gepubliceerd. Strada's eerste deel werd naar het Nederlands vertaald als De thien eerste Boecken der Nederlandsche oorloge en in 1646 te Amsterdam uitgegeven, de tweede onder de titel De tweede thien boeken der Nederlandsche oorlogen aldaar in 1649; beide delen te Rotterdam in 1655 getiteld De thien eerste Boecken der Nederlandtsche oorloge respectievelijk Het Tweede Deel der Nederlandtsche Oorlogen. Pierre du Ryer publiceerde beide decades in het Frans onder de naam Histoire de la guerre de Flandre (Parijs 1650). De eerste decade van de De Bello Belgico werd in het Engels vertaald door Robert Stapylton onder de titel The History of the Low-Countrey Warres (Londen 1650). Er waren vele edities van het oorspronkelijke Latijn en voortzettingen werden voorbereid door G. Dondini en A. Gallucci, een Italiaanse vertaling door C. Papini en Paolo Segneri (Rome 1638–49, 2 delen) en een Spaanse editie door Melchior de Novar (Keulen 1681, 3 delen). Scifoni (1849) verklaarde dat 'Strada's werk een duidelijke plaats zal innemen tussen de historische werken van de 17e eeuw', ondanks zijn 'nutteloze uitweidingen, de onbeduidende eigenaardigheden en het misbruik van vergelijkingen, zinnen en alle ijdele formules die door de oratoriumstijl worden gekenmerkt'. Strada maakte uitgebreid gebruik van het familiearchief van Farnese (nu verwoest), en was zeer kritisch over Alva's optreden in de strijd tegen de rebellen in de Nederlanden. Volgens Reijner (2020) waren Strada en Guido Bentivoglio lang niet de enige Italiaanse historici die over de Tachtigjarige Oorlog schreven: een ongewoon groot aantal schrijvers uit het hele schiereiland, zoals uit Florence en Genua, maakte van de opstand die zich in de Habsburgse Nederlanden ontwikkelde handig gebruik voor hun eigen doeleinden in pleidooien tegen de overheersing van de Spaanse Habsburgers in (Noord-)Italië. Op hun beurt citeerden Nederlandse geschiedschrijvers en opiniemakers dankbaar de werken van Strada, Bentivoglio en andere Italiaanse auteurs ter ondersteuning van hun argumenten tegen Spanje.

#### Annales et Historiae de rebus Belgicisvan De Groot
Tussen 1601 en 1612 schreef Hugo de Groot in het Latijn de Kroniek van de Nederlandse Oorlog (originele titel: Annales et Historiae de rebus Belgicis) voor de periode 1559–1588. De Groot (Latijn: Grotius) nam de stijl van Tacitus aan en liet volgens diens sine ira et studio-principe gruwelijke details van plundering en veldslagen achterwege. Het boek is geschreven in opdracht van de Staten van Holland, maar zij hebben het niet uitgegeven. Pas in 1657 verscheen een uitgave van de Latijnse tekst, bezorgd door De Groots zonen Pieter en Cornelis. In 1681 verscheen er een Nederlandse vertaling (door Joan Goris) en een halve eeuw later was die weer vergeten tot 2014, toen Jan Waszink een moderne Nederlandse vertaling van alleen de Annalen uitgaf. Door lezers van de late 17e en 18e eeuw werden de Annales et Historiae als gezaghebbend beschouwd en geprezen om de (relatieve) onpartijdigheid wat betreft de strijd tussen de Nederlanden en Spanje. In 2023 verscheen een versie van Waszinks editie met de oorspronkelijke Latijnse tekst van de Annales, een nieuwe Engelse vertaling en een uitvoerige inleiding. Bij gebrek aan documentatie blijft het onduidelijk waarom de Staten van Holland de Latijnse publicatie in 1612 kennelijk blokkeerden. Waszinks analyse van de tekst wijst uit dat De Groots een seculier reason of state-perspectief op de Opstand toepast, waarin mogelijkerwijs implicaties van machiavellisme konden worden gelezen door lezers die toch al kritisch waren over het Statenbewind in de context van de Bestandstwisten. In plaats van de oorlog voor te stellen als 'een eendrachtige strijd om het geloof en de oude vrijheden', schreef De Groot dat het 'een moeizame worsteling [was] met enerzijds het machtige Spanje en anderzijds ook met verdeeldheid, politiek eigenbelang en religieus fanatisme aan de Nederlandse kant.' Godsdienst wordt door De Groot min of meer weggelaten als motivatie voor het verzet, en verschijnt vooral als bron van chaos, maatschappelijke tegenstellingen en onverzoenlijkheid. Het werk vormt aldus een uitgesproken Staatsgezinde stellingname in de context van de Bestandstwisten. Wat betreft de reden voor het niet-publiceren concludeert Waszink dat de Staten De Groots zuiver 'politieke' visie op de Opstand ofwel niet onderschreven, ofwel vreesden dat deze henzelf met machiavellisme zou associëren indien het werk in hun naam werd gepubliceerd. In 1659 concludeerde de Rooms-Katholieke Kerk, hoewel aanvankelijk gematigd positief over de editie van 1657, in tweede lezing dat het boek toch te sterk anti-katholieke inhoud bevatte, en plaatste het werk op de Index librorum prohibitorum.

#### Nederlandsche Historienvan Hooft

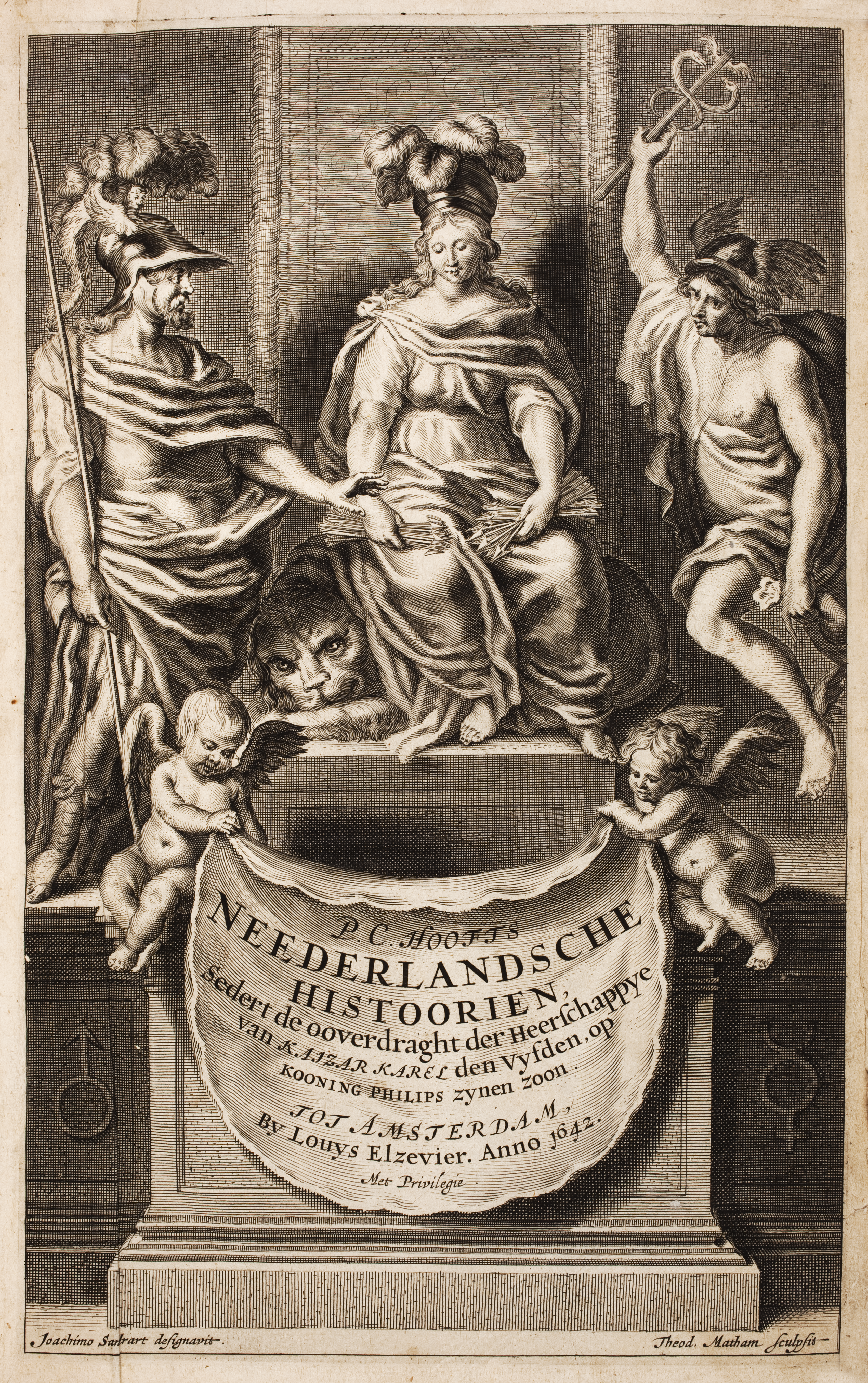
Voorpagina van de Nederlandsche Historien Deel I (1642)

Een van de eerste Nederlandse auteurs was Pieter Corneliszoon Hooft (P.C. Hooft) met zijn Nederlandsche Historien (1642–1647), die de periode 1555–1587 besloegen. Hooft was een renaissancehumanist die geen partij koos in religieuze zaken, noch was hij lid van een kerk, maar hij werd opgevoed met bewondering voor Tacitus (wiens stijl hij aannam, net als De Groot vóór hem) en een staats republikeins perspectief op het rechtvaardigen van de opstand tegen Spanje op basis van de soevereiniteit van de Staten, ten aanzien van Oranje als hun dienaar. In 1609 schreef de 28-jarige Hooft verschillende gedichten ter herdenking van het Twaalfjarig Bestand, waarin hij de Nederlandse opstand tegen Spanje vergeleek met de omverwerping van het Romeinse koningschap en Oranje met Mozes als de bevrijder van de Israëlieten uit de slavernij.:15–16 In zijn laatste 20 levensjaren (1626–1647) werd hij echter evenwichtiger en genuanceerder; in die tijd schreef hij zijn historisch boek over de oorlog (die nog steeds aan de gang was en pas een jaar na Hoofts dood werd beëindigd).:29, 38 In navolging van de stijl van Tacitus was Hoofts werk didactisch, waarbij hij probeerde zijn lezers lessen te leren door gebeurtenissen uit de oorlog als voorbeelden te gebruiken. Maar hij worstelde er vaak mee om er een samenhangend verhaal van te maken om bepaalde opeenvolgende gebeurtenissen te kunnen verklaren, vooral de daden van Don Juan van Oostenrijk.:38–39 Opnieuw trachtte Hooft de opstand tegen Spanje te rechtvaardigen als een strijd tegen de tirannie, omdat de Bourgondiërs en hun Habsburgse opvolgers zogenaamd de onvervreemdbare soevereiniteit van de Staten hadden geschonden, ook al waren zijn argumenten volgens Groenveld (1981) 'onhistorisch'.:39–40 Aan de andere kant probeerde hij een genuanceerd beeld te geven van Spaanse tegenstanders zoals Filips II, Alva en Requesens, waarbij hij zowel hun positieve als negatieve kanten benoemde, hoewel de nadruk nog steeds op de laatste zou liggen.:40 Tegen het einde van zijn boek werd Oranje de hoofdpersoon, de held van het verhaal die te vroeg werd gedood en nooit de macht voor zichzelf zocht, maar alleen trouw de Staten diende.:42–43 Naarmate zijn gezondheid verslechterde, werd Hoofts verslaggeving over de Leicester-periode steeds onsamenhangender. Hooft beschreef 1587 toen hij stierf in 1647; zijn ambitie om toe te werken naar zijn eigen tijd heeft hij nooit kunnen realiseren.:43–44

#### Achttiende eeuw
In de achttiende eeuw werd het verzamelen van bronnen uit de tijd van de Tachtigjarige Oorlog belangrijker. Met name de compilatie van Jan Wagenaar uit het midden van de achttiende eeuw werd voor die tijd een standaardwerk, waardoor de eigentijdse schrijvers meer op de achtergrond raakten.

### Negentiende eeuw

#### Vroege negentiende eeuw
In de negentiende eeuw werd de Tachtigjarige Oorlog opnieuw uitvoerig onderzocht.
Volgens de calvinistische antirevolutionaire politicus Guillaume Groen van Prinsterer ging de Opstand over hoe door Gods leiding het Nederlandse volk onder het Huis Oranje-Nassau zijn vrijheid had verworven. Deze visie werd het duidelijkst uiteengezet in zijn Handboek der geschiedenis van het vaderland (1846). VU-historicus H. Smitskamp (1940) oordeelde dat Groen zich maar al te vaak beperkte tot idealen als historische factor en een te groot vertrouwen had in 'Gods hand in de geschiedenis', dat steeds meer als wetenschappelijk problematisch werd gezien.
Halverwege de negentiende eeuw deden ook de Belgische geleerden Louis-Prosper Gachard en Joseph Kervyn de Lettenhove grondig bronnenonderzoek naar de Tachtigjarige Oorlog, vooral in de Brusselse en Spaanse archieven.

#### The Rise of the Dutch Republicvan Motley/Bakhuizen
De liberale Reinier Cornelis Bakhuizen van den Brink heeft belangrijke bijdragen geleverd aan studies over de Tachtigjarige Oorlog vanaf 1844 en als Algemeen Rijksarchivaris van 1854 tot 1865. Winkler Prins (2002) stelde: 'Als geschiedvorser en onovertroffen meester van de historische kritiek heeft hij met Robert Fruin de historische wetenschap vernieuwd en op een hoger peil gebracht.' In 1857 vertaalde Bakhuizen The Rise of the Dutch Republic (1856) van de Amerikaanse puriteinse historicus John Lothrop Motley naar het Nederlands als De Opkomst van de Nederlandsche Republiek. Bakhuizen was zeer positief over het boek: "Het werk van Motley komt mij voor een zoo degelijken grondslag te leggen voor de geschiedenis van de wording van het Gemeenebest der Vereenigde Nederlanden, dat het bijna pligt wordt alles bij te dragen wat men zelf bezit om op dien grondslag voort te bouwen." De eveneens liberale historicus Robert Fruin publiceerde in 1859 een bijna even positieve recensie van het boek, bewonderde Motley's talenten als schrijver en was het met Bakhuizens "gunstige oordeel van ganscher harte" eens, hoewel het boek nog wel enige "aanvulling en verbetering" nodig had.
Aan de andere kant reageerde de vrijdenkende historicus Johannes van Vloten uiterst kritisch en richtte zich tot Fruin (en indirect Bakhuizen) in het voorwoord van zijn boek Nederlands opstand tegen Spanje. Deel 4. (1575–1577) (1860): "...omtrent de juiste waardeering van Motleys arbeid aantekenende, ben ik het minder met ulieder òvergunstig oordeel eens. (...) Voortbouwen nu kan men op Motley['s "grondslag"] niet; daartoe zijn - het weinige daargelaten, wat hij hier en daar uit Groens Archives en Gachards Correspondances, overgenomen heeft - daartoe zijn zijne voorstellingen in 't algemeen te verouderd." Van Vloten waardeerde het dat Motley trachtte om de geschiedenis van Nederland onder de aandacht van een Engelstalig publiek te brengen, maar zijn gebrek aan kennis van het Nederlands belette hem de nieuwste inzichten onder Nederlandse geschiedkundigen te onderzoeken en deed hem neigen naar partijdigheid vóór de protestanten en tegen de katholieken. Van Vloten sprak dan ook tegen dat Motley een 'degelijke grondslag' zou hebben gelegd en dat Fruins suggestie om slechts wat "aanvulling en verbetering" te doen onvoldoende zou zijn om het werk te redden. Fruin publiceerde in 1862 in De Gids een nieuwe tweedelige recensie van het boek, die veel kritischer was over Motley's neiging om "feiten" te verzinnen, of minder relevante gebeurtenissen te benadrukken en relevantere gebeurtenissen te bagatelliseren, als ze zich goed leenden voor een interessanter of schilderachtiger verhaal. Fruin vond dit 'een zware, bijna onvergefelijke fout.'
Tot slot had de katholieke geschiedschrijver Willem Jan Frans Nuyens in zijn Nederlandsche Beroerten (1867) al helemaal geen goed woord voor Motley over. Hij deelde de kritiek van Fruin en vooral van Van Vloten dat Motley de feiten 'verwringt', 'verdraait' en 'schildert naar fantazie' als dat Filips II, de Spanjaarden of de katholieken slechter of de Nederlandse opstandelingen of protestanten beter uitkomt, en Nuyens verweet hem een roman te schrijven in plaats van een geschiedenisboek. Zo wees Nuyens (1869) erop dat het ongegronde gerucht dat de hoofden van Egmont en Horne, na hun onthoofding op 5 juni 1568 te Brussel, naar Madrid zouden zijn verscheept, al in 1801 was weerlegd toen in de kerk van Zottegem de Egmontcrypte met de schedel en beenderen van Egmont werd gevonden. Dit was reeds een algemeen bekend feit tegen de tijd dat Motley België bezocht en Nuyens suggereerde dat hij het verhaal gemakkelijk had kunnen checken als hij dat had gewild. Maar in plaats daarvan herhaalde Motley het reeds weerlegde gerucht door te beweren dat "het algemeen voor waar werd aangenomen" (terwijl zijn voorgangers nooit de waarheid van het verhaal veronderstelden) en zelfs overdreef door er zelf nog details aan toe te voegen waardoor Filips II nog verachtelijker leek.
Nadat Fruin Nuyens' kritiek op The Rise of the Dutch Republic had gelezen, verklaarde hij in 1867: 'Ook ik moet thans erkennen, dat de toon, waarin de welsprekende Amerikaan geschreven heeft, aan Katholieken aanstoot moet geven, en bovendien, wat veel erger is, dat hij niet overal de zuivere waarheid gesproken heeft. Ik had dat vroeger, bij het lezen van het wegslepende boek, niet zoo opgemerkt: ik had er vele onnaauwkeurigheden in bemerkt, en die in mijne recensie ook aangewezen; maar mij, onroomsche, was het niet in de gedachte gekomen, dat vele dier onjuistheden en overdrijvingen voortkwamen uit vooringenomenheid met protestantsche en liberale begrippen, en om die reden voor streng-Katholieken dubbel aanstootelijk moesten zijn. Eerst door Dr Nuyens is mij dit duidelijk gemaakt.'

#### Fruin en Nuyens
Albert van der Zeijden (2012) omschreef Robert Fruin (1823–1899) als de eerste Nederlandse historicus die ernaar streefde om de historisch-kritische methode toe te passen op de "vaderlandse geschiedenis" (dat wil zeggen, de geschiedenis van Nederland). Van der Zeijden verwoordde zijn methode als 'een zorgvuldig onderzoek van authentieke historische bronnen (meestal papieren van staat en brieven en memoires van de belangrijkste staatslieden)' en 'een onpartijdige, positivistische manier van geschiedschrijving'. De basis hiervoor zou Fruin hebben gelegd in zijn toespraak De onpartijdigheid van den geschiedschrijver (1860) ter gelegenheid van zijn benoeming tot hoogleraar aan de Universiteit Leiden. Dat maakte hem vergelijkbaar met de Duitse historicus Leopold von Ranke (1795–1886), grondlegger van het historisme. Daarbij moet wel de kanttekening worden geplaatst dat Fruin niet zuiver wetenschappelijk te werk ging, maar ook een nationalistisch-liberale agenda had: geschiedenis moest in nationale termen worden gezien. Voor de Nederlandse geschiedenis betekende deze houding dat enerzijds staatse/Loevesteinse en prinsgezinde/orangistische tradities met elkaar moesten worden verzoend en anderzijds dat het liberalisme diende te fungeren als 'onpartijdige' scheidsrechter tussen protestantse en katholieke visies. Fruin concentreerde zich op twee periodes: Tien jaren uit den Tachtigjarigen Oorlog (1857) voor 1588–1598 en Het voorspel van de Tachtigjarigen Oorlog (1859) voor 1555–1568. Zijn vroege werk vertoonde een neiging tot staatse opvattingen, terwijl zijn latere werk eerder een orangistische ondertoon had.
Fruin onderscheidde zich met zijn benadering duidelijk van tijdgenoten zoals de gereformeerde Guillaume Groen van Prinsterer, die een calvinistisch-orangistisch nationalisme bevorderde. Hij hoopte op een kritische katholieke historicus die evenwicht zou brengen in de eenzijdigheid van de Nederlandse geschiedschrijving over de oorlog, die eeuwenlang door protestanten was gedomineerd. Het katholieke antwoord op de protestantse en liberale geschiedschrijving kwam van Willem Jan Frans Nuyens (1823–1894), die betoogde dat katholieken ook goede patriotten konden zijn en dat velen van hen tijdens de Opstand aan Nederlandse zijde tegen de Spanjaarden hadden gevochten. Nuyens' hoofdwerk Geschiedenis der Nederlandsche Beroerten in de XVIe eeuw (Amsterdam, 1865–70, 8 delen) was belangrijk voor het (terug)vinden van de rol van Nederlandse katholieken in de Opstand en droeg bij aan hun emancipatie. Nuyens (1869) vergeleek zijn eigen situatie met vroegere tijden van calvinistische censuur tegen "paapsche stoutigheid" en zei opgelucht te zijn dat hij of enige andere katholieke schrijver niet 'in boeten geslagen of het land uitgezet zou worden, zelfs zonder gevaar van voor een bastaard-Nederlander of zoo iets te worden uitgekreten. In dat opzicht, wij erkennen het gaarne, moeten wij recht laten wedervaren aan onze protestantsche medeburgers. Zij zijn, in de laatste jaren, in verdraagzaamheid veel vooruitgegaan. Zij gevoelen thans dat ieder in Nederland mag schrijven wat hij voor waar houdt; ook zijn zij voor een groot gedeelte overtuigd dat de geschiedenis der XVIe eeuw zeer eenzijdig voorgesteld is geworden.'
Fruins over het algemeen positieve maar kritische recensie van Nuyens' Nederlandsche Beroerten in De Gids van augustus 1867 is een klassieker geworden. Fruin zei dat de hele Nederlandse natie veel kon leren van Nuyens' katholieke standpunt en vestigde de aandacht op talrijke zaken die hij zelf had gemist, zoals de protestantse vooringenomenheid van vooraanstaande historici. Bovendien gaf Fruin toe dat hij zich had laten meeslepen door John Lothrop Motley's Rise of the Dutch Republic: deze had een groot aantal zaken stelselmatig verkeerd voorgesteld en dat moest worden gecorrigeerd. Zodoende leverde Nuyens essentiële bijdragen aan Fruins project van een volledig en evenwichtig 'nationaal' perspectief op de Tachtigjarige Oorlog. Fruin maakte wel bezwaar tegen vier problematische aspecten in de Nederlandsche Beroerten: Nuyens zou in de regel altijd alles tegenspreken wat protestantse historici hadden gezegd (afwijkend van de literaire conventie); zou te hard zijn geweest over Motley's boek; zou een onterecht negatief oordeel over Oranjes karakter en doel hebben geveld; en zou er een onjuiste opvatting over de oorzaken van de Opstand op na houden. In 1869 zou Nuyens proberen zich tegen Fruins kritiek te verweren, terwijl hij Fruin bedankte voor zijn evenwichtige recensie en hem prees: '...geen talentvoller, geen eerlijker historieschrijver vindt men in Nederland dan [Fruin]: nimmer zal hij, wetens, de waarheid te kort doen'.

### Twintigste eeuw

#### Kritische katholieke historici
De apologetische stijl van de katholieke Nuyens, die schreef om de rechten en gelijkheid van Nederlandse katholieken te bevorderen, is in vergelijking met Fruin weinig zelfkritisch en bronkritisch te noemen. Begin twintigste eeuw gingen katholieke historici steeds meer waarde hechten aan de historisch-kritische methode; zij bekritiseerden Nuyens voor het niet onderbouwen van veel van zijn beweringen en verwezen naar Fruin als het te volgen voorbeeld. Midden twintigste eeuw was L.J. Rogier de invloedrijkste katholieke historicus; hij verwierp met grote felheid de apologetische katholieke geschiedschrijving van de negentiende eeuw. Onder het mom van 'katholieke emancipatie' zou men hebben nagelaten om zelfkritisch te zijn en niet-katholieken net zo te behandelen als men zelf als gelijkwaardige Nederlanders wenste te worden behandeld.

#### Geografische en taalkundige perspectieven
In het begin van de twintigste eeuw bracht Pieter Geijl (Geyl) een nieuw perspectief op de Opstand door te betogen dat Belgische en Nederlandse historici zoals Henri Pirenne op een dwaalspoor waren gebracht door finalisme: zij gingen ervan uit dat de uiteindelijke moderne staatsgrenzen tussen België en Nederland het resultaat waren van het logische verloop van de geschiedenis, terwijl het volgens Geyl logischer was geweest als de staatsgrenzen waren samengevallen met de Frans-Nederlandse taalgrens. Geyl slaagde erin veel van zijn collega's ervan te overtuigen dat de grote rivieren een belangrijke geografische barrière vormden waardoor de Opstand zich in Holland en Zeeland kon handhaven, dat Luxemburg (aan de Spaanse Weg) de militaire basis van de Spaanse troepen was en dat de uiteindelijke grens tussen deze noordelijke en zuidelijke bolwerken er daarom ergens tussenin viel op een arbitraire lijn "tot waar de veldheren om allerlei redenen gekomen waren". Zijn veronderstelling dat het Nederlands taalgebied in de Habsburgse Nederlanden een culturele eenheid had gevormd waarop het zinvoller zou zijn geweest een staat te stichten – het zogenaamde Groot-Nederland – werd echter niet breed overgenomen en soms weersproken. Maar zijn andere inzichten bleken waardevol voor studies over de Tachtigjarige Oorlog, zoals de protestantisering van de Noordelijke Nederlanden. In tegenstelling tot zijn fervent nationalistische collega Carel Gerretson vond Geyl niet dat men nog moest proberen om het moderne Vlaanderen en Nederland te herenigen en was hij tegen een hypothetische splitsing van België om dat te bereiken, maar pleitte wel voor de federalisering van België.
In de late twintigste eeuw trachtten de Britse historici Geoffrey Parker en Jonathan Israel aan te tonen dat veel van de ontwikkelingen tijdens de Nederlandse Opstand alleen vanuit een internationaal perspectief te begrijpen waren en dat men de gebeurtenissen ook door Spaanse ogen moest bekijken.
C. Holland (2001) beschouwde de Nederlandse Opstand als de kiem voor de latere grote democratische revoluties van Engeland, Amerika en Frankrijk.

## Naam en periodisering

### Lengte en de uitdrukkingtachtigjarige oorlog
In de traditionele geschiedschrijving is de oorlog lange tijd de Tachtigjarige Oorlog genoemd (Engels: Eighty Years' War; Spaans: guerra de los Ochenta Años of guerra de Flandes; Frans: guerre de Quatre-Vingts Ans; Duits: Achtzigjähriger Krieg; Italiaans: guerra degli ottant'anni) en gedateerd vanaf de Slag bij Heiligerlee (23 mei 1568) tot de Vrede van Münster (15 mei 1648), zodat hij in totaal ongeveer tachtig jaar besloeg. In de twintigste eeuw zouden historici deze datering als "volstrekt willekeurig" beoordelen, waarbij de Winkler Prins (2002) verklaarde: 'Men zou evengoed kunnen beweren dat deze ‘oorlog’ al ergens tussen 1555 en 1568 (het ‘Voorspel’ in de benaming van R.J. Fruin) begint, of in 1572 (eerste bijeenkomst van opstandige steden), in 1576 (Pacificatie van Gent), 1579 (Unie van Utrecht) of in 1581 (Akte van afzwering).' Uiteraard wist niemand van tevoren wanneer de oorlog zou eindigen en dus hoe lang hij zou duren, zoals Nederlands cabaretier Theo Maassen in 2007 in een grap zei: 'Ik denk niet dat tijdens de Tachtigjarige Oorlog iemand na veertig jaar zei: "Hèhè, we zitten op de helft!"' Niettemin lijken mensen tijdens de oorlog ongeveer dezelfde ideeën te hebben gehad over wanneer de oorlog begon en hoe lang hij al gaande was. Op 20 september 1629 schreef Carlos Coloma in een brief aan de graaf-hertog van Olivares: 'De zware klappen die wij in dit ene, afgelopen jaar hebben moeten incasseren, hebben op de bevolking hier meer indruk gemaakt dan al het onheil van 63 jaar oorlog samen', wat betekent dat hij vanaf 1566 begon te tellen. In 1641 schreef Hooft in het eerste deel van de Nederlandsche Historien: een oorlogh (...), dat nu in 't drientzeventighste jaar gevoert wort; derhalve telde hij vanaf 1568.:38 Groenveld (2020) concludeerde dat deze discrepantie erop wijst dat de tijdgenoten het niet precies eens waren over het tijdstip waarop de vijandelijkheden uitbraken, deels omdat de "oorlog" op geen enkel moment formeel was verklaard: 'De term "Tachtigjarig" had geen rekenkundige hardheid, maar was een globale aanduiding. En "Oorlog" had een ruimere betekenis dan alleen "omvangrijk en officieel verklaard gewapend conflict".' Voor juridische doeleinden werd in artikel 56 van de Vrede van Münster (ondertekend op 30 januari 1648, geratificeerd op 15 mei 1648) 1567 gedefinieerd als het jaar waarin de oorlog begon:
| Nederlandse tekst (Vrede van Münster, Artikel 56) | Franse tekst (Vrede van Münster, Artikel 56) | Modern Nederlands |
| --- | --- | --- |
| Den tijt die gelopen heeft gedurende den oorloch te beginnen sedert den jare vijftienhondert seven en sestich tot den aenvanck vanden twaalfjarigen Trefves, als mede den tijt die gelopen heeft sedert de expiratie vande geleijde trefves tot het besluijt van dit tractaet, en sal niet werden gereeckent oom ijemand daermede te vercorten, ofte andersints te prejudicieren. | Le temps qui a couru pendant la guerra á comancer depuis l'annee mil cinq cent soixante sept iusques au comancement dela Trefve de douze ans, comme aussy le temps, qui a couru depuis l'expiration de la ditte Trefve iusques á la conclusion de ce traité, ne sera compté, pour par ce moyen donner preiudices, ou dommage á quelqu'un. | De tijd die is verstreken gedurende de oorlog vanaf het begin in het jaar vijftienhonderdzevenenzestig tot de aanvang van het Twaalfjarig Bestand, alsmede de tijd die is verstreken sinds het aflopen van het voornoemde Bestand tot aan het sluiten van dit verdrag, zal niet worden geteld om daarmee iemand tekort te doen of anderszins te benadelen. |

De Staten-Generaal besloten om een dramatisch effect te creëren door de ratificatie van de Vrede van Münster (die eigenlijk al op 15 mei 1648 door hen was geratificeerd) uit te roepen op de 80e verjaardag van de onthoofding van Egmont en Horne (5 juni 1568), namelijk, 5 juni 1648. Binnen enkele decennia raakte de uitdrukking "tachtigjarige oorlog" (aanvankelijk zonder hoofdletters) ingeburgerd in de literatuur van verschillende Europese talen, zoals:
- Spaans: Francisco Dávila Orejón y Gastón [es], Politica y mecánica militar para sargento mayor de tercio (1669): "(experimentado en mas de ochenta anos, que se continuô la guerra en Flandes)" ("(ervaren tijdens meer dan tachtig jaar, die de oorlog in Vlaanderen voortduurde)")[45]
- Nederlands: Pieter Valckenier, 't Verwerd Europa (1675): "Waar uyt ontstont den tachentig jaarigen en onversoenlyken Oorlog tusschen de Spanjaarden en de Vereenigde Nederlanders?"[46]
  - Duitse vertaling: Pieter Valckenier, Das verwirrte Europa (1677): "Woraus ist doch der achtzig jährige / und unversühnliche Krieg / zwischen Spanien und dem Vereinigten Niedrlande / entstanden?" ("Maar waaruit is dan toch de tachtigjare / en onverzoenlijke oorlog / tussen Spanje en de Verenigde Nederlanden / ontstaan?")[47]
- Frans: La Vie du Michel de Ruyter (1677): "Mess. les Etats ont û une guerre de quatrevingt ans, mais pendant tout ce temps-là le Roy d'Espagne n'a jamais entrepris une telle injustice..." ("De Heren Staten hadden een oorlog van tachtig jaar gehad, maar al deze tijd had de Koning van Spanje nog nooit een dergelijk onrecht gepleegd....")[48]
- Italiaans: Pietro Gazzotti, Historia delle guerre d'Europa arriuate dall'anno 1643 fino al 1680. (1681): "...la fermezza, con cui gli Olandesi havevano sostenuto più di ottant'anni la guerra con la Spagna, era per dare riputatione alle loro armi, e tirare ne'loro interessi molti Principi, ch'erano gelosi della Francia." ("... de fermheid waarmee de Hollanders meer dan tachtig jaar de oorlog met Spanje hadden volgehouden, zou hun wapens [=krijgskunsten] een reputatie geven en de interesse wekken van vele vorsten die jaloers op Frankrijk waren.")[49]
- Nederlands: t'Verloste Nederland van het Spaense, en Franse jok (1690): "Door dese Doorluchtige Princen is eyndelijck dien swaren tachtigjarigen oorlog, die de Nederlanden met Spanje gehad hebben, en die de Spaense seven en twintig duysent, seven hondert en veertig tonnen gouts gekost heeft soo geluckelijck ten eynde gebracht."[50]

Hoewel de naam "Tachtigjarige Oorlog" en het startjaar 1568 dus de geschiedschrijving zouden gaan domineren, zouden zij in de twintigste eeuw worden uitgedaagd door de alternatieve namen "Nederlandse Opstand" of eenvoudigweg "de Opstand" en vroegere data zoals 1566 of 1567.

### "Tachtigjarige Oorlog" versus "Nederlandse Opstand"

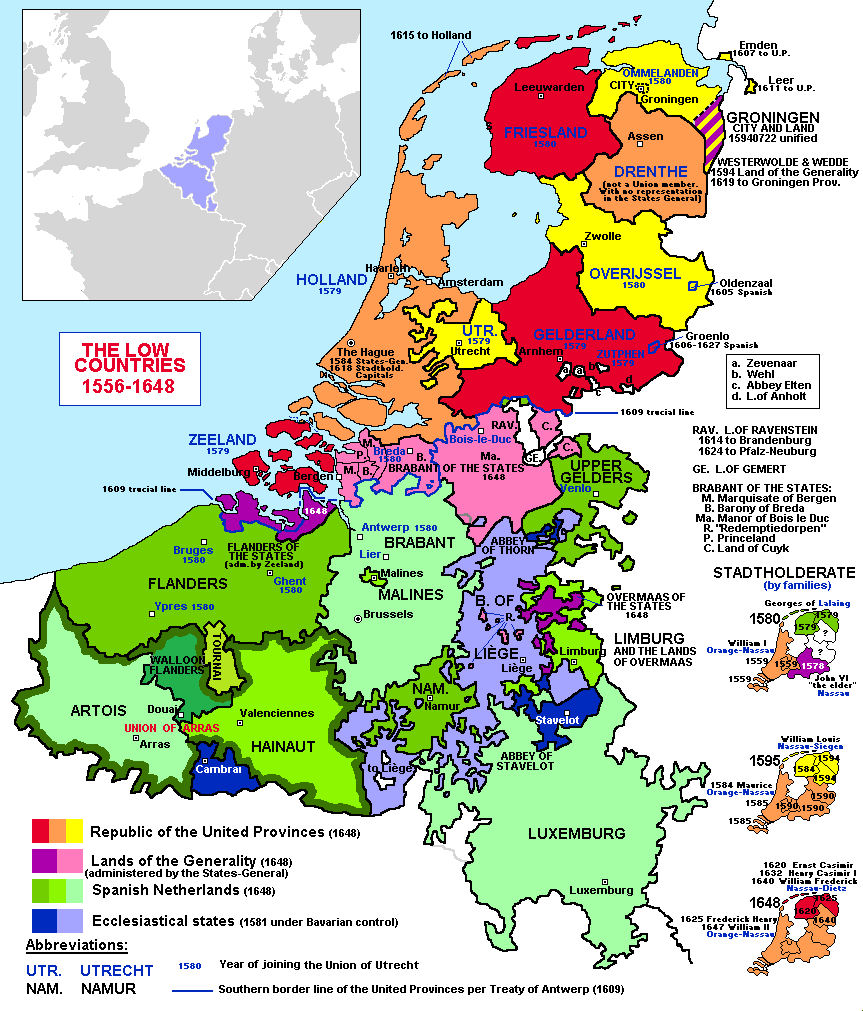
Kaart met verschillende processen van staatsvorming en het stadhouderschap tijdens de Tachtigjarige Oorlog

Ten dele vanwege de willekeurige datering van het begin van de oorlog, en dus de totale lengte van tachtig jaar waarop de naam van de oorlog is gebaseerd, hebben sommige historici getracht de term "Tachtigjarige Oorlog" te vervangen door "Nederlandse Opstand" of kortweg "de Opstand", terwijl andere historici hebben getracht "Nederlandse Opstand" alleen toe te passen op een eerste deel van de oorlog, of op het voorspel van de oorlog. Enkele voorbeelden zijn:
- Anton van der Lem (1995): De Opstand in de Nederlanden (1568–1609)[52]
- Arie van Deursen (2004): "De Opstand van 1572–1584."[53]
- Mulder et al. (2008): "De Nederlande Opstand, 1559–1609"[54]
- Anton van der Lem (2014): De Opstand in de Nederlanden 1568–1648: De Tachtigjarige Oorlog in woord en beeld.[52]

### Focus op het eerste deel
Historici hebben de neiging vertoond om zich te concentreren op het eerste deel van de oorlog en om de dood van Oranje in 1584, het jaar 1588 (om verschillende redenen) of het Bestand van 1609 als keerpunten te beschouwen. Daarna vonden ze het niet meer relevant of interessant om de latere gebeurtenissen van de oorlog even gedetailleerd te vertellen, ofwel omdat deze gebeurtenissen veel minder militaire betekenis zouden hebben gehad voor het eindresultaat van de oorlog in 1648, ofwel veel minder betekenis voor de verdere politieke, institutionele, religieuze, culturele of sociaal-economische geschiedenis van Noord-Nederland dan wel het Nederlandse volk tot op heden.
- Betekenis voor de militaire uitkomst: Robert Fruin (1857) merkte op dat geschiedschrijvers de neiging hadden om alleen over het begin van het conflict tot de moord op Willem van Oranje in 1584 te schrijven (en dat leken zich ook alleen dit vroege deel goed herinnerden), terwijl dit geenszins een keerpunt van de oorlog was; volgens Fruin werd de "overwinning"/onafhankelijkheid van de Noordelijke Nederlanden als de Nederlandse Republiek pas tijdens de Tien jaren (1588–1598) veiliggesteld.[noot 3] De Winkler Prins (2002) stelde: 'Men zou kunnen betogen, dat de strijd tussen de Republiek en Spanje eigenlijk al bij of tijdens het Twaalfjarig Bestand (1609–1621) beslist was, al waren de grenzen nog niet duidelijk.'[1]
- Betekenis voor de verdere (niet-militaire) Nederlandse geschiedenis: In het voorwoord van het tweede deel van zijn vierdelige reeks Geschiedenis van het Nederlandsche volk, waaruit hij vele zaken moest weglaten om 'den omvang van het werk' binnen de perken te houden,[57] gaf Petrus Johannes Blok (1896) toe dat hij ermee worstelde om zijn behandeling van de eerste oorlogshelft kort te houden: 'De omvang van het eerste deel, dat zich met de eerste helft van den Tachtigjarigen Oorlog bezig houdt, is toch reeds grooter geworden dan aanvankelijk in de bedoeling lag. Al schrijvende kwam de auteur tot de overtuiging, dat het niet mogelijk was zonder schade voor het goed begrijpen der gansche ontwikkeling van ons volksbestaan het verhaal der gebeurtenissen, de schets der toestanden in dezen aan wisseling zoo rijken tijd te verkorten.'[noot 4] Voor Van der Lem (1995) was de gehele periode na 1588 minder interessant om te vertellen omdat de ideologische strijd in essentie al was beslecht: 'Nadat eenmaal [het besluit van de Staten-Generaal van 1588 om offensieve oorlog te voeren] was genomen, werd de voortzetting van de 'Opstand' of 'Tachtigjarige Oorlog' een geregelde krijg. Het ideologisch moment bleef weliswaar meespelen, maar verdween naar de achtergrond. (...) Het verloop van de strijd is nu voortaan een militaire, waarbij niet alle veroveringen en verliezen gememoreerd behoeven te worden.'[56] Van der Lem (1995) sloot zijn relaas af in 1609;[56] pas in 2014 publiceerde hij een nieuwe editie van zijn boek uit 1995 waarin het narratief werd uitgebreid tot 1648.[noot 5]

De chaotische en dramatische eerste decennia van de Tachtigjarige Oorlog, die gevuld waren met burgeropstanden en grootschalige stadsmoorden, eindigden voor de provincies ten noorden van de Grote Rivieren grotendeels nadat zij in 1588 de Republiek hadden uitgeroepen, de Spaanse troepen hadden verdreven en vrede, veiligheid en welvaart voor hun bevolking hadden bewerkstelligd. De conventionele geschiedschrijving heeft de neiging om de rest van de oorlog te verdoezelen en zich te concentreren op de economische bloei van vooral het gewest Holland in de daaropvolgende zogenaamde Gouden Eeuw. Moderne historici hebben echter bezwaar gemaakt tegen deze verschuiving van de aandacht, aangezien het platteland in met name Brabant, Vlaanderen en de gebieden die de moderne twee provincies Belgisch-Limburg en Nederlands-Limburg vormen, verwoest bleven worden door tientallen jaren van ononderbroken oorlogsvoering, waarbij legers boeren dwongen hun voedsel af te staan of hun gewassen vernietigden om de vijand voedsel te onthouden. Beide partijen hieven belastingen op boeren in de nog steeds betwiste omgeving van 's-Hertogenbosch nadat de Nederlanders de stad in 1629 hadden veroverd. Steden zoals Helmond, Eindhoven en Oisterwijk werden herhaaldelijk het slachtoffer van plundering, brandstichting en seksueel geweld gepleegd door zowel de rebellen als de koninklijke troepen. Deze gruweldaden en drama's in de grensgebieden dienen volgens moderne wetenschappers niet te worden genegeerd, laat staan dat men mag impliceren dat de "Gouden Eeuw" door iedereen in (wat zou uitgroeien tot) de Nederlandse Republiek als zodanig werd beleefd.

### Periodisering
Tot het midden van de twintigste eeuw werd algemeen aangenomen dat 1568 het jaar was waarin de oorlog begon. Een nieuw gezichtspunt over de eerste jaren van het conflict ontstond in de jaren zestig, waarover de Belgische historicus Herman Van der Wee (1969) schreef:

...het historisch onderzoek der laatste jaren [heeft] aan het licht gebracht dat de traditionele visie, waarbij het jaar 1568 als begindatum voor de Opstand werd vooropgesteld, enigszins moet worden gewijzigd. De Opstand van het Westkwartier in het najaar van 1566, een opstand die zich concretiseerde in een verzameling van manschappen in en rond Doornik en in de opmars van een Geuzenleger in de richting van het door koninklijke troepen belegerde Valenciennes, was reeds het resultaat van een georganiseerd actieprogramma, met een politiek doel door predikanten en leden van de lagere edelen ontworpen. Ook de Beeldenstorm in de zomer van 1566 droeg een sterk organisatorisch karakter, waaraan politieke motieven niet vreemd waren. Ik zou daarom de beginfaze van de Opstand willen zien als een troebele onrustperiode, die zich tussen 1566 en 1568 situeert.

| Strada 1632–47      | Hooft 1642–54       | Fruin c.1860                                         | Nuyens c.1865                             | Blok 1896                               | Geyl 1937                                                                   | Israel 1995                               | Van der Lem 1995                                              | Parker 2002                                                   | Winkler Prins 2002                                  | Mulder et al. 2008                                              | Tracy 2008                                                         | Groenveld 2009                                                                                | Groenveld et al. 2020                                                                                             |
| ------------------- | ------------------- | ---------------------------------------------------- | ----------------------------------------- | --------------------------------------- | --------------------------------------------------------------------------- | ----------------------------------------- | ------------------------------------------------------------- | ------------------------------------------------------------- | --------------------------------------------------- | --------------------------------------------------------------- | ------------------------------------------------------------------ | --------------------------------------------------------------------------------------------- | --- |
| 1555–1578 1578–1590 | 1555–1584 1584–1587 | (1555–1567) 1567–1576 1576–1588/9 1588/9–1598 1598–? | (1559–1567) 1567–1576 1576–1584 1584–1598 | 1567–1584 1584–1609 1609–1621 1621–1648 | (1555–1572) 1567–1572 1572–1576 1576–1580 1580–1609 (1609–1621) (1621–1648) | 1477–1588 1588–1647 1647–1701 (1702–1806) | (1467–1555) 1555–1567 1567–1573 1573–1576 1576–1584 1584–1609 | (1549–1565) 1565–1568 1569–1576 1576–1581 1581–1589 1589–1609 | 1566–1576 1576–1588 1588–1609 (1609–1621) 1621–1648 | 1559–1567 1567–1573 1573–1588 1588–1609 (1609–1621) (1621–1648) | 1549–1567 (1567–1572) 1572–1576 1576–1582 1583–1588 (c. 1590–1650) | 1560–1572 1572–1575/6 1575/6–1579 1579–1588 1588–1598 1598–1606 1606–1609 1609–1621 1621–1648 | (1559–1567) 1567–1575 1575–1581 1581–1588 1588–1609 1609–1619 1619–1625 1625–1633 1634–1639 1640–1648 (1648–1650) |

## Oorzaken en motieven
De Tachtigjarige Oorlog is door historici vaak aangeduid als een godsdienstoorlog, hoewel andere omschrijvingen dan "godsdienstoorlog" ook mogelijk zijn. Zo schreef politicoloog Arend Lijphart in zijn invloedrijke studie over de verzuiling in Nederland (1968): 'De Tachtigjarige Oorlog was niet in de eerste plaats een godsdienstoorlog, maar religieuze twisten speelden wel een belangrijke rol: het katholieke Spanje tegen het protestantse – of liever gezegd het onder protestantse leiding staande – Nederland, en binnen Nederland zelf de strenge calvinisten tegen de meer vrijzinnige Arminianen, die – evenals de Erasmianen in de Katholieke Kerk – onder invloed stonden van de vrijzinnige en tolerante renaissancegeest.' Algemeen Rijksarchivaris Martin Berendse stelde in 2009: 'Veel is er al over [de Tachtigjarige Oorlog] geschreven en minstens zo vaak is geprobeerd hem te benoemen: een opstand tegen het wettig gezag, een godsdienstoorlog, een onafhankelijkheidsstrijd, een Europese oorlog, een strijd om vrije handel.'

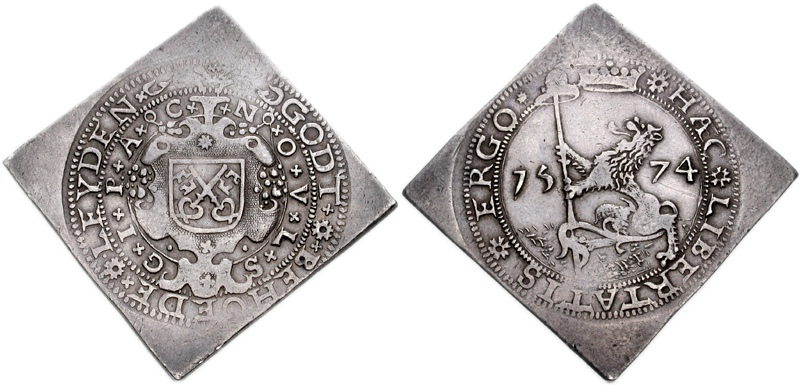
Muntstuk uit 1574 van het beleg van Leiden.
De munt (links) zegt in het Nederlands: "God behoede Leiden". Het kruis (rechts) zegt in het Latijn: "Dit is om de vrijheid".

Al tijdens de oorlog waren er felle en soms gewelddadige ruzies tussen de rebellen over waar ze nou eigenlijk voor streden. Zo had het stadsbestuur tijdens het Beleg van Leiden (1573-1574) vierkante zilveren belegeringsmunten geslagen met daarop de slogan haec libertatis ergo ("dit is om de vrijheid"). In een kerkpreek van 19 december 1573 berispte predikant Taling het stadsbestuur door ze met varkens te vergelijken en te betogen dat de noodmunten de tekst haec religionis ergo ("dit is om de religie") hadden moeten bevatten. Stadssecretaris Jan van Hout was woest, trok zijn pistool en vroeg burgemeester Pieter Adriaansz. van der Werff die naast hem zat of hij de dominee zou doodschieten, maar de burgemeester bracht hem tot bedaren. Volgens De Groot (1612) was het voornaamste motief voor de Opstand niet de strijd om het geloof (dat wil zeggen, het orthodoxe calvinisme), maar de (soms egoïstische) politieke overwegingen van de steden, adel en provincies, namelijk het behoud van hun privileges en het dienen van hun eigen (financiële) belangen. Er wordt vermoed dat de Staten van Holland, die De Groots' boek hadden besteld, hebben geweigerd het uit te geven omdat zij het niet eens waren met deze kijk op de oorlog.
Negentiende-eeuwse historici (en sommigen zoals Henri Pirenne in het begin van de twintigste eeuw) werden vaak beïnvloed door het nationalisme en beschouwden de oorlog als een strijd tussen twee "naties" (de Nederlanders versus de Spanjaarden). Maar tegen het einde van de twintigste eeuw hadden alle geleerden dit perspectief verlaten: de Opstand was eerder een oorlog tussen burgers dan tussen staten. Vanwege de aard van het conflict, de betrokken facties en de wisselende allianties hebben moderne historici betoogd dat de Nederlandse Opstand ook een burgeroorlog was. H.A. Enno van Gelder veronderstelde dat de Opstand een politiek progressief karakter had en "rechtstreeks voerde naar de constitutionele monarchie van de 19de eeuw", maar de meeste historici hebben zijn argumentatie verworpen. Geyl, Rogier en anderen beweerden daarentegen dat de Opstand werd ingegeven door conservatisme: de geprivilegeerde staten (standen) verzetten zich tegen het moderne fenomeen van een staat die een absolute monarchie probeert te vestigen. Latere historici zoals J.W. Smit en Geoffrey Parker waren het met dit laatste standpunt eens.
L.J. Rogier (1947) schreef dat het belang van religieuze motieven gedurende de oorlog varieerde: hoewel de Tachtigjarige Oorlog niet zou zijn begonnen vanwege religie, zou dat wel de belangrijkste reden worden voor de voortzetting ervan, omdat een kleine groep calvinisten de opstand zou hebben gekaapt. Bij de onderhandelingen over het bestand in 1608 was de opstand al zozeer geëvolueerd naar een godsdienstoorlog, dat de Oostenrijkse aartshertog en aartshertogin bereid waren afstand te doen van hun soevereiniteit over de Verenigde Provinciën in ruil voor hun eis van volledige vrijheid van uitoefening van de katholieke godsdienst in het Noorden, waarmee zij religieuze belangen boven politieke stelden. Van der Lem (1995) betoogde: 'De Opstand in de Nederlanden of Tachtigjarige Oorlog (...) ging om drie fundamentele rechten die van alle tijden en van alle landen zijn en die – helaas – nog niets van hun actualiteit hebben verloren. Om de vrijheid van godsdienst en geweten. Om het recht op zelfbeschikking. Om het recht op medezeggenschap.'
Groenveld (2020) beargumenteerde dat het 'buitengewone resultaat' van de oorlog 'niemand bij het ontstaan van de Opstand als doel voor ogen zweefde. Alle beoogde doelen waren van veel beperktere omvang geweest. Ieder ervan had geleefd bij een groep voorstanders die te zwak was gebleken om alleen om eigen kracht iets definitiefs te realiseren. Dat gold onder meer voor het streven naar vestiging van een monopolistische calvinistische kerk, voor het tegenhouden van de Habsburgse centralisatiepolitiek en de verdediging van bedreigde privileges, voor de handhaving van de macht van zowel de hoge als de lage edelen, voor het pogen om buitenlandse troepen definitief verwijderd te krijgen.' Het was slechts omdat al deze ontevreden groepen geleidelijk aan in de loop der tijd de krachten zouden bundelen in hun strijd tegen de raadgevers van de soeverein, en tot slot de soeverein zelf, met allerlei onverwachte wendingen, dat dit resultaat mogelijk was. Met een beroep op citaten van Hooft stelde Groenveld vast dat het conflict elementen had van een burgeroorlog, een opstand tegen het wettig gezag en een godsdienstoorlog.

## Burgeroorlog
Pas vanaf eind twintigste eeuw heeft de notie dat de opstand in vooral de eerste fase een burgeroorlog was veel aandacht gekregen. Deze notie had daarvoor in de geschiedschrijving over de opstand nauwelijks een rol gespeeld. In de Pacificatie van Gent was ook een bepaling opgenomen dat 
alle vergrijpen, verwondingen, misdaden en schades die zijn geschied door de troebelen tussen de ingezetenen en de gewesten die in dit traktaat begrepen zijn, waar en op welke wijze dan ook geschied zullen worden vergeven, vergeten en als niet geschied worden beschouwd zodat er daar over niets zal mogen worden gezegd of er iemand op aangesproken mag worden.
De overheid kon mensen niet meer vervolgen voor hun gedrag tijdens het conflict en mensen konden elkaar niet meer aanklagen voor handelingen die in de context van dat conflict waren geschied. In de publieke herinnering gingen stedelijke overheden over tot het maken van een verhaal dat de onderlinge verschillen in de stad zoveel mogelijk verhulde. In bijvoorbeeld Leiden ging het verhaal vooral over de geleden hongersnood in de stad tijdens het beleg van 1574. De burgers in Leiden hadden die in het verhaal allen  moeten doorstaan en daarna gezamenlijk de bevrijding gevierd met haring en wittebrood. De grote verdeeldheid in de stad werd in het verhaal weggemoffeld. Pieter Christiaenszoon Bor schreef in zijn in 1601 gepubliceerde Oorsprongk, begin, en vervolgh der Nederlandsche oorlogen, beroerten, en borgerlyke oneenigheden over de eensgezindheid van  de burgers van de Hollandse en Zeeuwse steden in 1572 inzake zowel hun afkeer van Alva als het afwijzen van excessen van de watergeuzen. Bor ontkende niet dat er ook door het kamp van de opstandelingen veel geweld was gebruikt. Hij schreef deze excessen echter toe aan figuren die toch al in ongenade waren gevallen zoals Lumey die zelfs weer katholiek was geworden en  Willem van den Bergh die naar de vijand was overgelopen. 
Herman Arend Enno van Gelder was de eerste in de twintigste eeuw die vanaf 1930 de Opstand als een omwenteling en burgeroorlog beschreef waarin een kleine groep 'hardliners' de doorvoering van de reformatie forceerde. Onder de invloed van de gebeurtenissen van de Tweede Wereldoorlog bleef het beeld van de Opstand als vrijheidsstrijd voor nationale onafhankelijkheid, de vrijheid van de Noord-Nederlandse natie van Spaanse onderdrukking toch nog decennia overheersend. Juliaan Woltjer brak met dat beeld. Hij beschreef in zijn proefschrift Friesland in hervormingstijd en met name in werken als  Tussen vrijheidsstrijd en burgeroorlog (1994) en Op weg naar tachtig jaar oorlog (2011) het belang van een aantal middengroepen die  hun steun konden verlenen dan wel onthouden aan de extremisten van beide zijden. In deze notie is de Pacificatie van Gent een overwinning van het gematigde midden. Het onbesuisde optreden van zowel de calvinisten als van de landvoogd Don Juan van Oostenrijk leidde ertoe dat de weg van het centrum doodliep. Het grootste deel van hen sloot zich op den duur aan bij de calvinisten, niet uit overtuiging, maar omdat de extremisten aan beide zijden de middenweg, waaraan zij de voorkeur gaven, hadden afgesloten.  
Vanaf Woltjer kiezen veel historici ook niet meer het nationale kader om de Opstand te beschrijven. Er wordt doelbewust gekozen voor een enkele provincie, streek of stad. Overweging daarbij is dat op deze schaal ook echt degelijk archiefonderzoek kan plaatsvinden.  Ook dat betekende een verzwakking van het nationale beeld van de Opstand. Dat is ook op basis van het toenemende besef dat het vooral de internationale context was die wel of niet succes van de Opstand bepaalde. Filips II moest steeds opnieuw beslissen of hij beschikbare hulpbronnen zou inzetten tegen de Turken in het Middellandse zee of tegen de opstandelingen in het noorden. De internationale politieke verhoudingen waren van doorslaggevend belang voor de uitkomst van de strijd van de Nederlandse opstandelingen.
Voorbeelden van een beschrijving van de Opstand vanuit een regionaal perspectief zijn onder meer Henk van Nierop Het verraad van het Noorderkwartier (2011) en  Leo Adriaenssen (2008) Staatsvormend geweld. Overleven aan de frontlinies in de meijerij van Den Bosch 1572-1629. De essentie is dat een groot deel van de bevolking de Opstand niet zag als een strijd voor politieke en religieuze vrijheid maar beleefde als een strijd voor naakte overleving. Vooral in grensgebieden als bijvoorbeeld het huidige Noord- Brabant en het gebied ten oosten van de IJssel werd men voortdurend geconfronteerd met moordpartijen, verwoestingen, plunderingen, verkrachtingen, inkwartieringen, verplichte werkzaamheden, voedseltekorten en overstromingen. Het demografisch verlies in de  meierij van 's-Hertogenbosch bedroeg uiteindelijk 70%. Hier was sprake van een verschroeide aarde-politiek, waarbij Staatse troepen stelselmatig oogsten verwoestten, landerijen onder water zetten, dorpen verbrandden en een beleid van bewuste uithongering van de bevolking voerden. 

## Vermeende katholieke samenzwering Cateau-Cambrésis

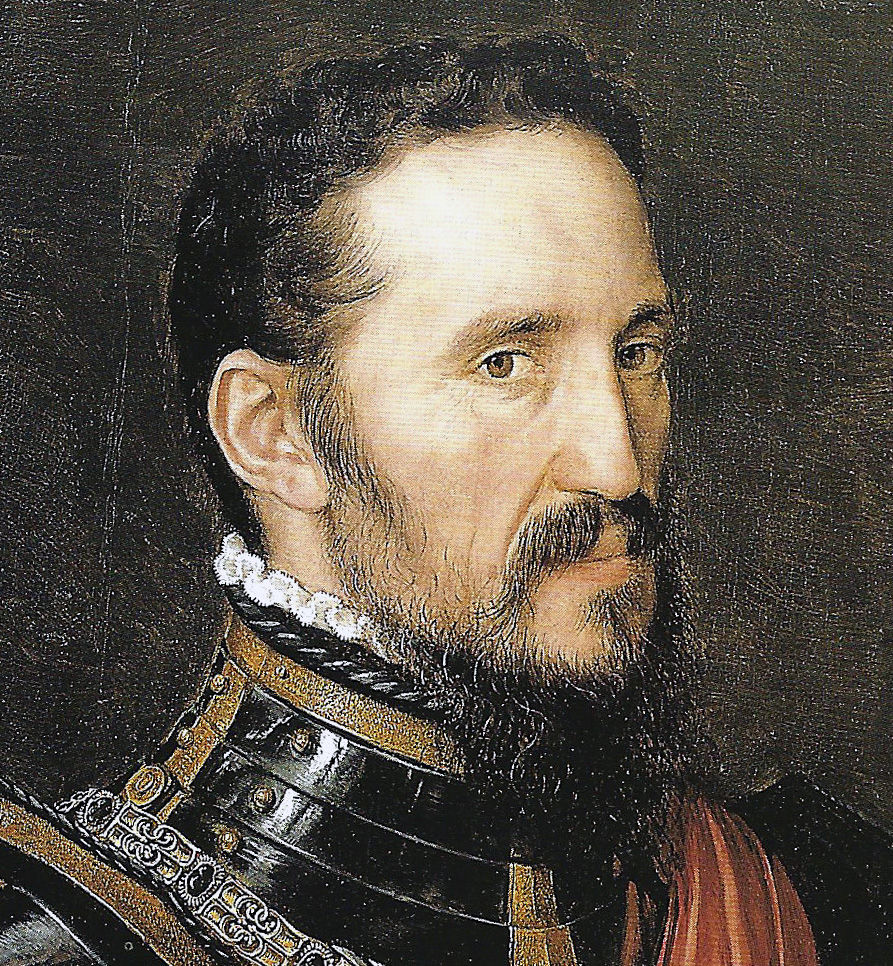
Fernando Álvarez de Toledo, de hertog van Alva, geschilderd door Anthonie Mor

Er is wel eens beweerd dat in het Vrede van Cateau-Cambrésis (1559), of in een geheime clausule of afzonderlijke overeenkomst die rond dezelfde tijd werd gesloten, de koningen Hendrik II van Frankrijk en Filips II van Spanje een katholieke alliantie zouden hebben gesloten om alle protestantse 'ketters' in hun rijk en de rest van Europa uit te roeien. Voor een deel dient dit idee als een verklaring waarom de koningen besloten om de Italiaanse Oorlog (1551-1559) tussen hen in 1559 te Cateau-Cambrésis te beëindigen en waarom er in de daaropvolgende decennia verwoestende godsdienstoorlogen uitbraken in beide koninkrijken (de Hugenotenoorlogen en de Tachtigjarige Oorlog). Sommige historici denken dat deze koninklijke katholieke samenzwering om alle Europese protestanten uit te roeien echt heeft bestaan; andere historici hebben geconcludeerd dat deze nooit heeft bestaan en deel uitmaakt van protestantse propaganda die vooral werd gepromoot door Willem van Oranje in zijn Apologie uit 1580.

### Religieuze bepalingen in het Verdrag
Sommige historici hebben beweerd dat alle ondertekenaars van het verdrag 'hun land van ketterij moesten zuiveren'; met andere woorden, al hun onderdanen moesten met geweld worden teruggebracht tot het katholicisme. Visconti (2003) beweerde bijvoorbeeld dat toen Emanuel Filibert van Savoye (1528-1580) door Spanje onder druk werd gezet om deze verplichting uit te voeren, het Edict van Nice (15 februari 1560) afkondigde, waarbij het protestantisme werd verboden op straffe van een hoge boete, slavernij of verbanning, die al snel leidde tot een gewapende opstand door de protestantse Waldenzen in zijn domein, die zou duren tot juli 1561. Moderne historici zijn het echter niet eens over de primaire motieven van Filips II van Spanje en in het bijzonder Hendrik II van Frankrijk om dit vredesverdrag te sluiten. Omdat Hendrik II het Parlement van Parijs had verteld dat de strijd tegen ketterij al zijn kracht vergde en dat hij dus vrede moest sluiten met Spanje, betoogde Lucien Romier (1910) dat – naast de grote financiële problemen – 'het religieuze motief van Hendrik een zwaar, zo niet beslissend, gewicht had'. Volgens Rainer Babel (2021) was dit 'een oordeel dat later onderzoek, met enkele nuances in detail, niet heeft weerlegd', maar hij voegde eraan toe dat Bertrand Haan (2010) een 'afwijkende interpretatie' had die deze consensus in twijfel trok. Haan (2010) betoogde dat financiën belangrijker waren dan binnenlandse religieuze onenigheid; het feit dat deze laatste prominent aanwezig waren in de jaren 1560 in zowel Frankrijk als Spanje, kan historici op een dwaalspoor hebben gebracht bij het benadrukken van de rol van religie in het verdrag van 1559. Megan Williams (2011) vatte het samen: 'Daarentegen stelt Haan dat het niet het verdrag zelf was, maar de daaropvolgende rechtvaardigingen ervan, die de Franse religieuze strijd aanwakkerden. Volgens hem was de prioriteit van het verdrag niet een katholieke alliantie om ketterij uit te roeien, maar de bevestiging van de eer en vriendschap van de ondertekenaars, ingezegend door een reeks dynastieke huwelijken.' Volgens Haan is er geen bewijs van een katholieke alliantie tussen Frankrijk en Spanje om het protestantisme uit te roeien, hoewel sommige tijdgenoten op het tweede artikel van het verdrag hebben gewezen om te beweren dat een dergelijke overeenkomst bestond: 'Het tweede artikel drukt de wens uit om een oecumenisch concilie bijeen te roepen. Mensen, de tijdgenoten voorop, hebben geconcludeerd dat de overeenkomst de oprichting van een eenheidsfront van Filips II en Hendrik II tegen het protestantisme bezegelde, zowel in hun staten als in Europa. Uit de analyse van de voortgang van de gesprekken blijkt dat dit niet het geval was.'

### Getuigenis in OranjesApologie

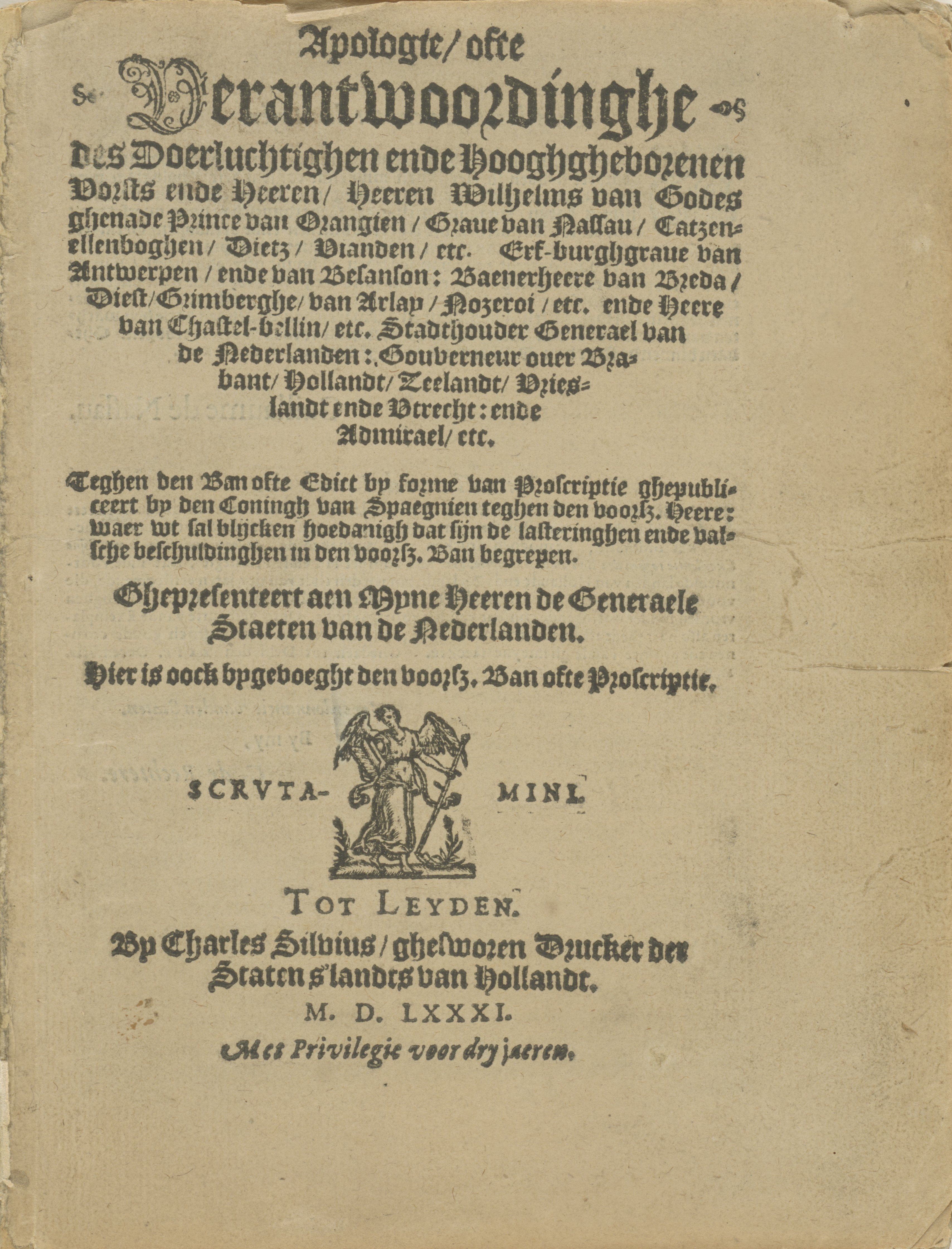
Gedrukte Nederlandse versie van Oranjes Apologie (1581), waarin hij 20 jaar na dato beweerde dat er een katholiek complot was

Desondanks gingen Nederlandse geschiedschrijvers er lang van uit dat een dergelijk verbond tussen de twee katholieke vorsten tijdens de vredesbesprekingen in Le Cateau tot stand kwam, zij het in het geheim, vooral omdat Willem van Oranje in december 1580 beweringen van die strekking deed. Dat deed hij in zijn Apologie, geschreven om zichzelf te verweren nadat Filips II van Spanje hem in maart 1580 in de ban had gedaan en daarmee publiekelijk opriep om Oranje te vermoorden in ruil voor een grote beloning. In de Apologie beweerde Oranje dat, toen hij in juni 1559 samen met Alva en Egmont als gijzelaar in Frankrijk werd gehouden om de implementatie van het Verdrag van Cateau-Cambrésis te verzekeren, de volgende gebeurtenis geschiedde toen hij Hendrik II van Frankrijk tegenkwam toen die laatste aan het jagen was:
In Frankrijk hoorde ik van koning Hendrik welke middelen Alva hanteerde om alle Hervormden in het christenrijk uit te roeien. Toen de koning had uiteengezet wat het hoofddoel van de Spaanse Raad en het voornemen van de Spaanse koning en de hertog van Alva was, heb ik gedaan alsof ik daarvan op de hoogte was. Dat gaf hem aanleiding te vervolgen met een uitvoerig relaas waaruit ik voldoende kon afleiden wat de bedoeling van de inquisiteurs was. Ik wil gaarne toegeven dat ik toen een groot medelijden voelde met zo vele mensen van eer, die aan de dood overgeleverd waren; tevens voelde ik mee met dit land, waarmee ik zozeer verbonden ben en waar men dacht een zekere vorm van inquisitie in te stellen, die wreder zou zijn dan de Spaanse. Deze Spaanse inquisitie was een valstrik om zowel de Heren van het land als het volk daarin te vangen. Degenen die door de Spanjaarden en hun aanhangers niet op andere wijze onderworpen konden worden, zouden door deze inquisitie zeker gemakkelijk in hun handen zijn gevallen, waaruit het onmogelijk is te ontkomen. Immers, je hoefde maar misprijzend naar een heiligenbeeld te kijken om op de brandstapel terecht te komen. Ik beken verder dat ik mij op dat moment in alle ernst voornam, mijn uiterste best te doen om dit Spaanse gespuis te helpen verjagen, hetgeen ik tot op dit moment niet heb betreurd.:70
Sommige geschiedkundigen betwijfelen de historiciteit van deze ontmoeting sterk. Van der Lem (1995) schreef: "In later jaren heeft Oranje over dit verblijf een fabeltje laten verbreiden. De Franse koning Hendrik II en Filips II zouden samen de strijd tegen de ketterij onbarmhartig voortzetten. In de veronderstelling dat Oranje hiervan op de hoogte was, had de Franse koning tegen de prins hierover uitgeweid. Sindsdien zou de prins geweten hebben wat er van Filips te verwachten was. In werkelijkheid waren Oranjes gedachten toen nauwelijks bij godsdienstzaken: het jaar tevoren was zijn vrouw Anna van Buren overleden en hij was druk op zoek naar een geschikte, rijke tweede vrouw, katholiek of protestant, dat maakte niet uit. Het gesprek met koning Hendrik II is toegevoegd aan de Apologie van de prins, een propagandastuk waarin hij achteraf in 1580 zijn daden rechtvaardigde." Klink (1997) stelde in Opstand, politiek en religie bij Willem van Oranje daarentegen dat de argumenten voor ontkenning niet sterk zijn. Bertrand Haan (2010) beargumenteerde dan weer dat 'de authenticiteit van deze bewering niet kan worden bepaald'; hoewel Alva naderhand zou handelen op een manier die overeenkomstig was met zo'n plan om alle protestanten uit te roeien, leek Hendrik II hier niets mee te doen. Het kan ook slechts een manier van Oranje zijn geweest 'om Alva's reputatie zwart te maken en meer algemeen de onverzoenlijke en tirannieke neigingen van de Spaanse regering als geheel aan de kaak te stellen.' Anderzijds beweerde René van Stipriaan (2021): 'De laatste tijd is de twijfel aan de historiciteit van dit verhaal sterk afgenomen.' Oranje zou in ieder geval nog wel begin juli 1559 aan het sterfbed van Hendrik hebben gestaan.

### Beweringen over de inquisitie in de Nederlanden
Tot in de twintigste eeuw werd een beeld van het aantal slachtoffers van de inquisitie in de Nederlanden beschreven dat in de tienduizenden liep. Daarbij werden aantallen tot 50.000 genoemd. In de periode 1520 tot 1570 zullen feitelijk ongeveer 2000 mensen wegens hun geloofsovertuiging geëxecuteerd zijn, waarvan de meerderheid anabaptisten waren.  Dat was op een toenmalig inwonersaantal in de Nederlanden van ongeveer drie miljoen mensen. Dat aantal slachtoffers van 2000 is relatief wel het hoogste in Europa. Ter vergelijking: de meest actieve periode van de Spaanse inquisitie was van 1480 tot 1530. De raming van het aantal slachtoffers in die periode is ook ongeveer 2000, maar dat is op een bevolkingsaantal van zeven miljoen. Nergens was de wetgeving tegen ketters zo streng als in de Nederlanden. Het was het meest repressieve ketterijbeleid in Europa.,
Met name na 1560 werd er voortdurend het gerucht verspreid  dat de Spaanse inquisitie in de Nederlanden ingezet zou worden. Over die inquisitie werden de meest verschrikkelijke zaken verhaald. Die geruchten worden in pamfletten en vlugschriften door calvinisten en de geuzen verder gevoed. Het was een belangrijk deel van de anti-Spaanse propaganda. Met name de  herstructurering van de bisdommen zou invoering van de Spaanse inquisitie in de Nederlanden als nevenschikkend doel hebben. Het staat vast dat zowel Karel V als Filips II nooit voornemens zijn geweest de Spaanse inquisitie hier te introduceren. Van Filips II is de uitspraak dat “de Nederlandse inquisitie meer zonder erbarmen was dan de Spaanse“.

## Belang van de hoofdrolspelers

### Margaretha van Parma

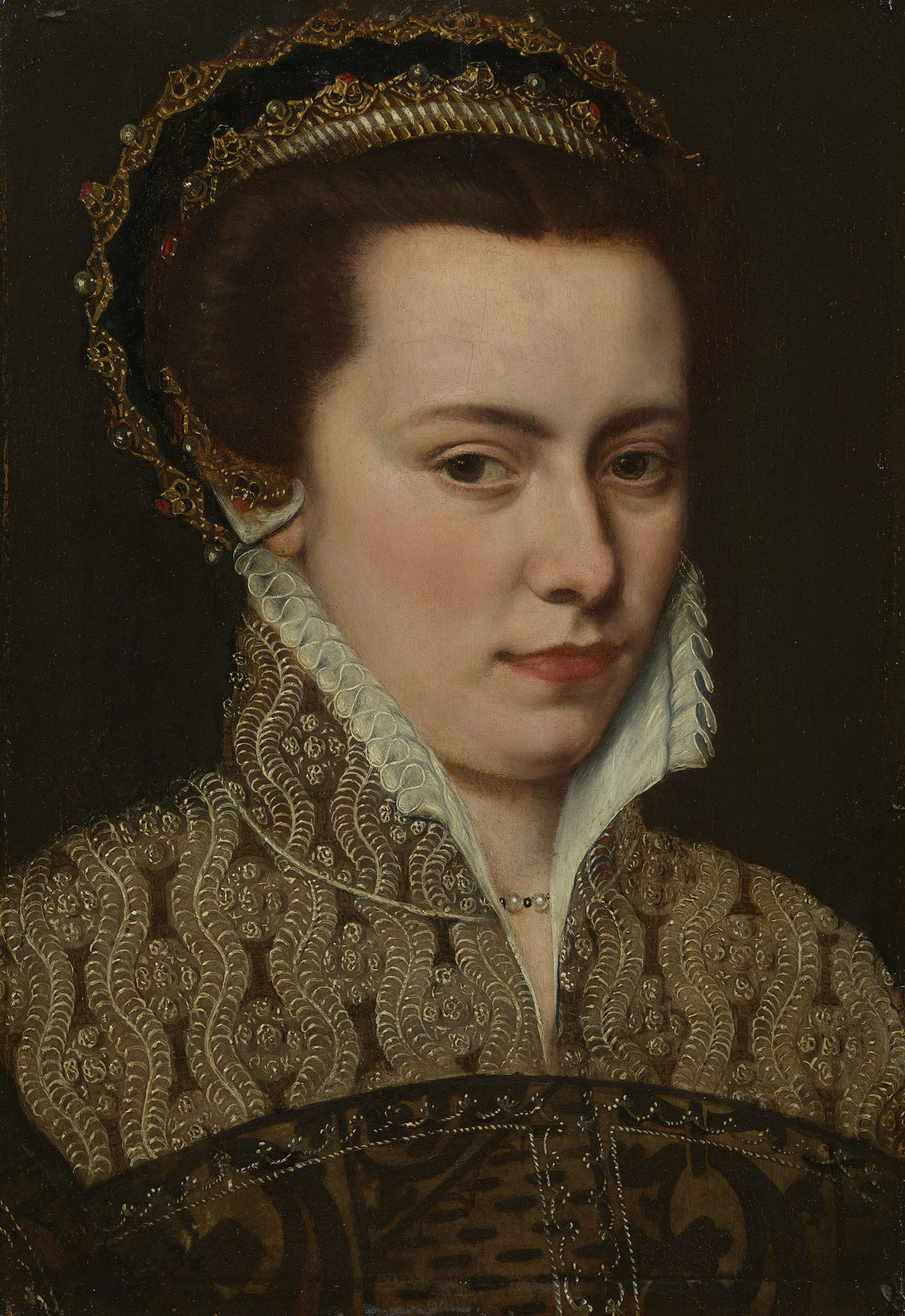
Margaretha van Parma door anoniem (c. 1560)

Margaretha van Parma, de landvoogdes oftewel gouverneur-generaal van de Habsburgse Nederlanden (1559–1567), heeft van historici een gemengde beoordeling ontvangen. De Winkler Prins (2002) beschouwde haar 'in het algemeen niet zeer zelfstandig', aangezien de machtige mannen in haar politieke omgeving haar herhaaldelijk dwongen om anders te handelen dan ze van plan was. '[Zij] schikte zich naar de raadgevingen van kardinaal Antoine Perrenot Granvelle, totdat zij hem ervan verdacht haar dynastieke belangen (het huwelijk van haar zoon, Alexander Farnese, met een Oostenrijkse prinses en de teruggave van Piacenza) niet gesteund te hebben bij de koning.' Na Granvelles vertrek in 1564, stelde de Winkler Prins dat het ingrijpen van de edelen in haar regering 'de wanorde in het land deden toenemen'; de daaropvolgende gebeurtenissen 'vervulden de landvoogdes met angst en dwongen haar tot toegevingen'. Het was pas dankzij de verontwaardiging veroorzaakt door de Beeldenstorm dat de edelen eindelijk haar gezag respecteerden: 'Voortaan krachtdadig gesteund door Peter Ernst van Mansfeld, Noircarmes, Arenberg en Megen, slaagde Margaretha erin de rust te herstellen.' De encyclopedie concludeerde dat het sturen van Alva naar de Nederlanden door Filips 'een ongelukkige en overbodige maatregel' was die haar ertoe bracht haar ambt neer te leggen en op 30 december 1567 naar Italië te vertrekken.
Van der Lem (1995) beargumenteerde dat Margaretha's status als onwettige dochter van keizer Karel V en Johanna van der Gheynst, en als zodanig de halfzus van Filips II, haar gezag dreigde te ondermijnen: 'Het hing af van de welgezindheid waarmee men haar wilde beoordelen, of men zich haar onechte geboorte dan wel haar afstamming van keizer Karel herinnerde.' Hij verwierp de opvatting van de traditionele geschiedschrijving dat, middels de Raad van State, Viglius, Berlaymont en vooral Granvelle met gemak Margaretha aan het lijntje konden houden: hoewel ze regelmatig de landvoogdes adviseerden, creëerde dit slechts 'de schijn alsof een kliek van drie personen de dienst uitmaakte'. In tegenstelling tot wat nationalistische historici hebben geïmpliceerd, zei Van der Lem, waren deze vrouw en deze drie mannen niet 'Spaans', maar geboren in de Nederlanden en het Vrijgraafschap Bourgondië (Granvelle); ze waren niet per se 'pro-Spaans' noch 'anti-nationaal'. De enige persoon die Margaretha echt kon terugfluiten was koning Filips, wat hij deed met de eerste twee Brieven uit het bos van Segovia (oktober 1565); dit zette de landvoogdes op gespannen voet met de adel, die verschillende matigingen van de ketterplakkaten had geëist die Filips nu allemaal had afgewezen. Volgens de legende zou zij, toen het Eedverbond der Edelen op 5 april 1566 het smeekschrift aanbood aan Margaretha, daarbij opnieuw aandringende op matiging van de vervolging van protestanten, nerveus en weifelend zijn geweest. Daarop zou Berlaymont hebben gezegd: 'N'ayez pas peur, Madame, ce ne sont que des gueux' ("Wees niet bang, mevrouw, het zijn slechts bedelaars"), de oorsprong van de term geus. Verder was Van der Lem het met de Winkler Prins eens dat de verontwaardiging over de Beeldenstorm de trouw van de adel aan haar herstelde en daarmee haar vermogen om de oproeren zelf neer te slaan, maar Filips had toen al Alva met een Spaans leger naar de Nederlanden gestuurd voordat hij werd ingelicht dat het Margaretha was gelukt.

### Filips II van Spanje

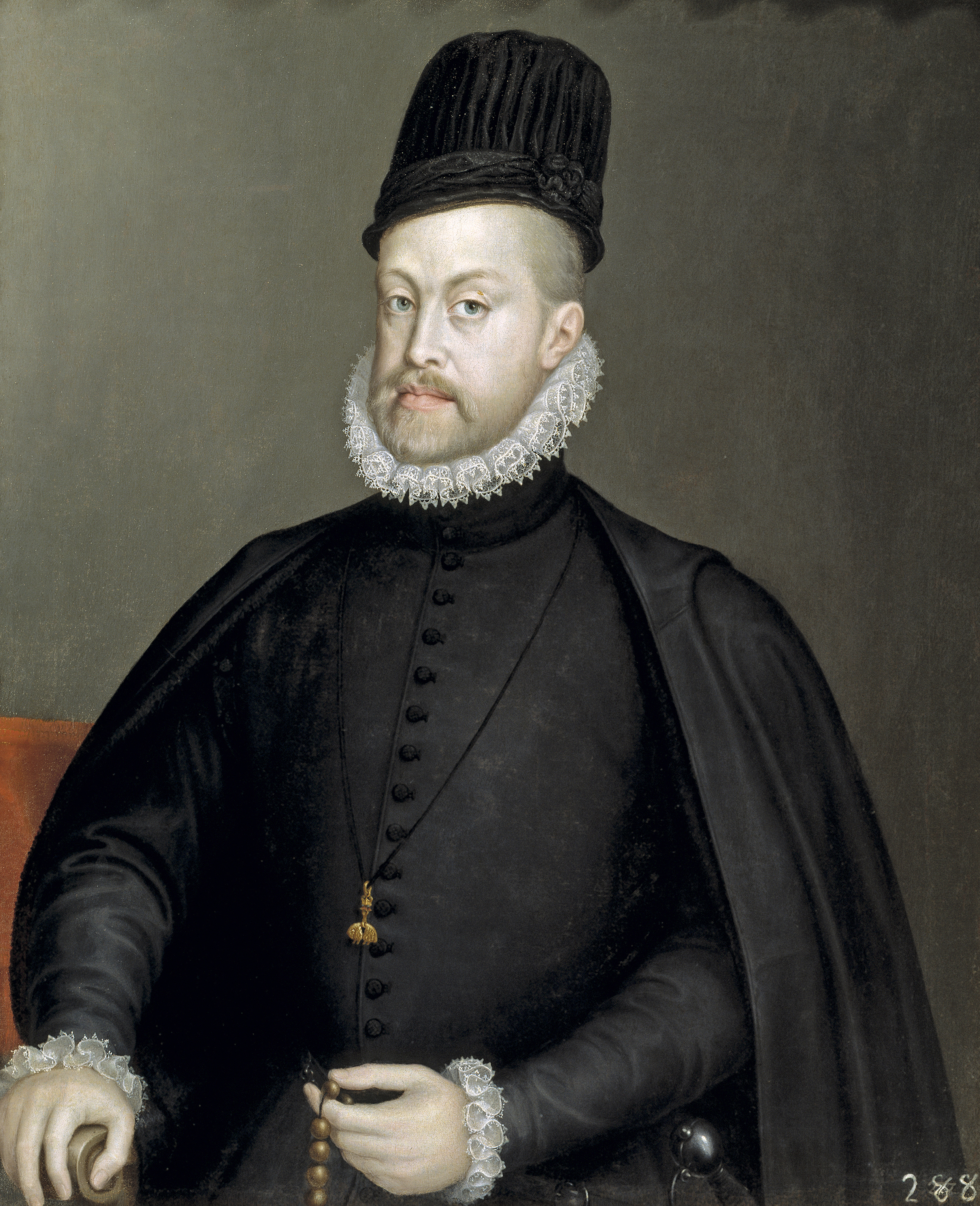
Filips II van Spanje door Sofonisba Anguissola (1573)

Mulder et al. (2008) beschouwden de geplande belastinghervormingen van Filips II van Spanje als redelijk voor een 'moderne vorst' die te maken had met instabiele inkomsten, hoge uitgaven en regelmatige staatsbankroetcrises in de tweede helft van de 16e eeuw: 'Er was Filips dan ook veel aan gelegen in plaats van beden vaste belastingen te kunnen invoeren. Een moderne vorst – in de zestiende eeuw dus een absolute heerser – moest over voldoende financiën kunnen beschikken.' Om dezelfde reden vonden zij kritiek op Alva's implementatie van Filips' belastinghervormingen 'onterecht'.
Volgens Fruin (1857) was het keerpunt in de oorlog, waarna de Republiek haar beste Tien jaren (1588–1598) beleefde, militair van aard en hoofdzakelijk aan de fouten van Filips te wijten. Met de verwoesting van de Spaanse Armada (mei–augustus 1588) begon de 'tegenspoed, door Philips van nu aan bijna onafgebroken geleden, [die] meer aan zijn eigene misslagen dan aan het overleg zijner vijanden [is] 'toe te schrijven. (...) De aanslag op Engeland, roekeloos gewaagd, liep te niet, en belette de onderwerping der Nederlanden.' Ook Kosterman (1999) hield Filips verantwoordelijk voor het aanstellen van de onervaren en incompetente Medina Sidonia als admiraal van de Armada, terwijl hij daarna zijn zeer bekwame generaal Parma beval om Frankrijk binnen te vallen: '[Hij] ontnam zichzelf daarmee de kans de opstandige Noordelijke Nederlanden nog te bedwingen, een karwei waaraan Parma vóór de Armada met veel succes bezig was.'

### Hertog van Alva
Fernando Álvarez de Toledo, beter bekend als de hertog van Alva of simpelweg Alva, kwam in augustus 1567 met het Leger van Vlaanderen naar de Nederlanden om de orde te herstellen en volgde kort daarna Margaretha van Parma op als landvoogd (1567–1573). Mulder et al. (2008) merkten op: 'Alva werd de boeman van onze [Nederlandse] vaderlandse geschiedenis. Wat zijn belastingplannen betreft zeker ten onrechte. De hopeloos verouderde beden moesten nodig worden afgeschaft. [Echter,] het harde optreden tegen opstandelingen deed zijn bijnaam ijzeren hertog meer eer aan.' Kosterman (1999) beschouwde de onmiddellijke inning van de Tiende Penning zelfs als 'noodzakelijk om het Spaanse leger te financieren', aangezien er muiterij dreigde door de achterstallige soldij. Ondertussen blokkeerden of vertraagden de Staten van de verschillende provincies zelfs de meest redelijke compromissen en saboteerden zij de uiteindelijke invoering van de Tiende Penning medio 1571 'op alle mogelijke, soms heel kinderachtige manieren.' Toch bleek Alva onbekwaam om deze noodzakelijke belastinghervormingen door te voeren, wat hij schijnt te hebben toegegeven door aan het eind van elke brief aan koning Filips II te vragen een opvolger te sturen om zijn taak als gouverneur-generaal over te nemen. Hij probeerde begin 1572 in de stad Brussel ook tevergeefs de zaak te forceren bij de Brusselse bevolking door hun winkels te sluiten en te dreigen met de executie van 17 vooraanstaande burgers.

### Willem van Oranje

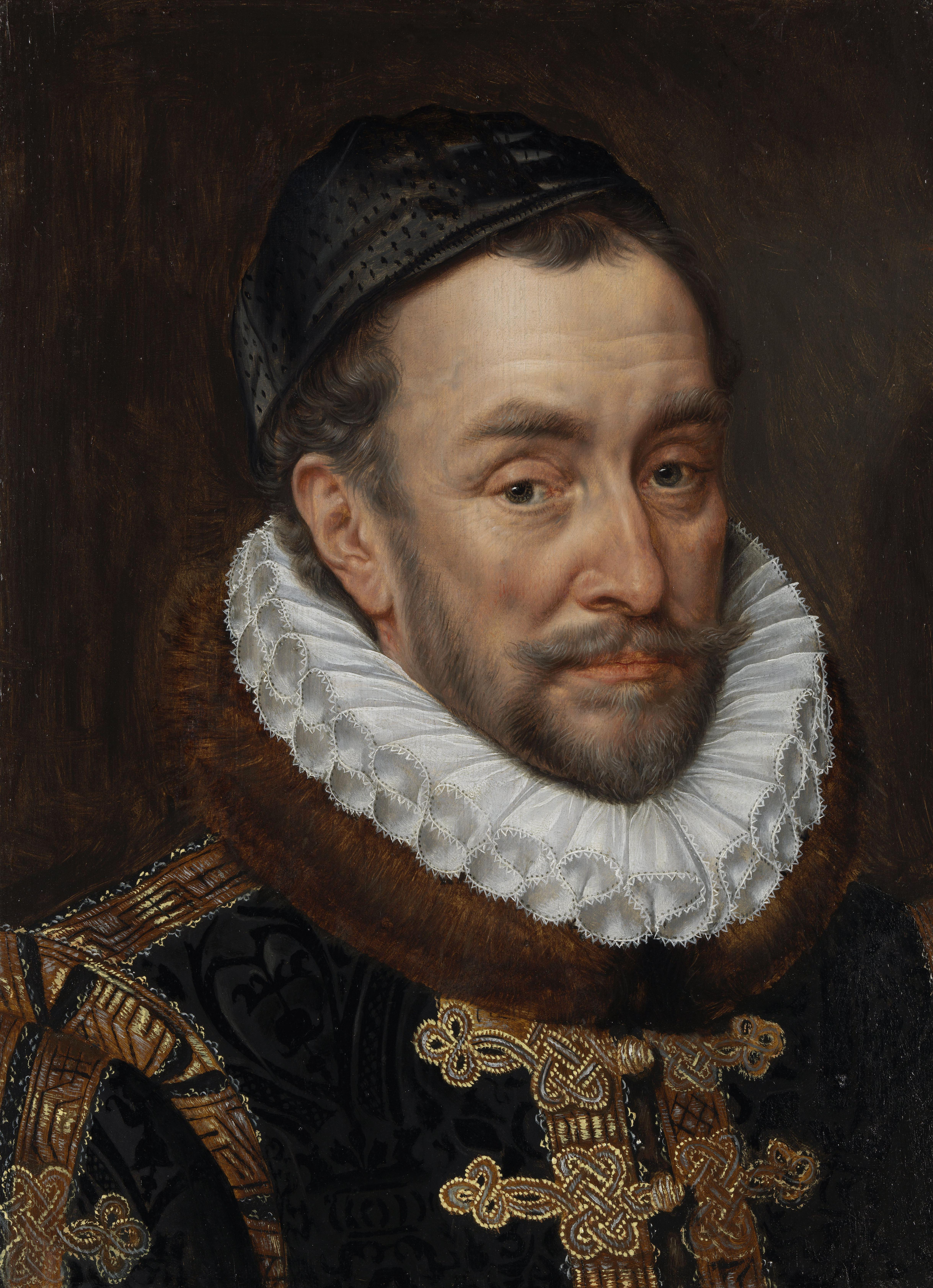
Willem van Oranje door Adriaen Thomasz Key (c. 1570–84)

Willem van Oranje is waarschijnlijk de meest omstreden figuur van de Tachtigjarige Oorlog en commentatoren benaderen hem met een breed scala aan opvattingen. Deze perspectieven variëren van het beschouwen van Oranje als 'een man Gods', de vader des vaderlands (Pater Patriae) van Nederland, een grote weldoener van zijn vaderland, een van de grondleggers van moderne mensenrechtenprincipes zoals gewetensvrijheid en godsdienstvrijheid, een principeloze opportunist, een oorlogsmisdadiger of zelfs een antichristelijke ketter die terecht was vermoord door een vrome, God-vrezende katholiek. Historici van allerlei achtergronden hebben ermee geworsteld om tot een met bewijs onderbouwde, evenwichte evaluatie te komen over wie Oranje was, wat hij deed of probeerde te bereiken en wat zijn plaats in de geschiedenis zou moeten zijn.
Frederiks (1999) schreef: 'Oranje had gedurende de jaren '70 onophoudelijk gepoogd de opstandige gewesten op één lijn te krijgen in hun verzet tegen de koning. Dan zouden ze immers het sterkst staan en voorkwamen ze dat Filips hen tegen elkaar uitspeelde. [Maar] Oranje stond voor een onmogelijke opgave, zo groot waren de onderlinge tegenstellingen in de Nederlanden. (...) Een tweede doel dat Oranje zich had gesteld en waarvan het slagen van de opstand in hoge mate afhankelijk zou zijn, was het in de strijd betrekken van Frankrijk. Indien dit machtige land met zijn geweldige potentieel zich militair acher de opstandelingen schaarde, was het pleit al half beslecht.' Hoewel het Oranje lukte om de Staten-Generaal op 23 januari 1581 de broer en vermoedelijke erfgenaam van de Franse koning Frans van Anjou als hun nieuwe vorst te laten aanvaarden, was toch 'Oranjes plan maar half geslaagd. Holland en Zeeland deden niet mee. Zij peinsden er niet over zich opnieuw aan een landsheer te onderwerpen die katholiek was.' Bovendien zouden ook de andere Staten voortdurend in conflict met Anjou verkeren.
Na jarenlang een pro-Frans beleid te hebben gevoerd en Anjou's positie als nieuwe vorst van de Nederlanden te hebben proberen veilig te stellen om Franse militaire steun te krijgen, verloor Oranje veel macht en invloed door de Franse Furie (17 januari 1583). Afgezien van een paar bondgenoten stelde Van der Lem (1995) dat Oranje 'een geïsoleerde politieke figuur' was geworden te midden van de overweldigend kritische rebellenleiding. Hij werd zelfs in de steek gelaten door zijn broer en oude bondgenoot Jan van Nassau, omdat hij bleef aandringen op verzoening met Anjou en het verkrijgen van een Franse interventie. Van der Lem (1995) beschouwde de moord op Willem van Oranje in 1584 als een keerpunt, met het argument dat zijn politieke en religieuze idealen met hem stierven. Wel merkte hij op dat Henri Pirenne de betekenis van Oranjes dood van ondergeschikt belang achtte in het licht van Parma's schijnbaar onstuitbare militaire opmars. Van der Lem wees er ook op dat de term "vader des vaderlands" in de 16e eeuw nog niet zijn latere nationalistische betekenis had. De door protestanten gedomineerde Republiek der Zeven Verenigde Nederlanden die uiteindelijk alleen de noordelijke Nederlanden zou omvatten (en in die hoedanigheid in 1648 de onafhankelijkheid verwierf) zou ook zeker niet het 'vaderland' geweest zijn dat Oranje voor ogen had, namelijk een monarchie met het huis Valois aan het hoofd, bestaande uit de Zeventien Provinciën der Nederlanden en gelijkheid voor katholieken en protestanten.

### Jan van Nassau

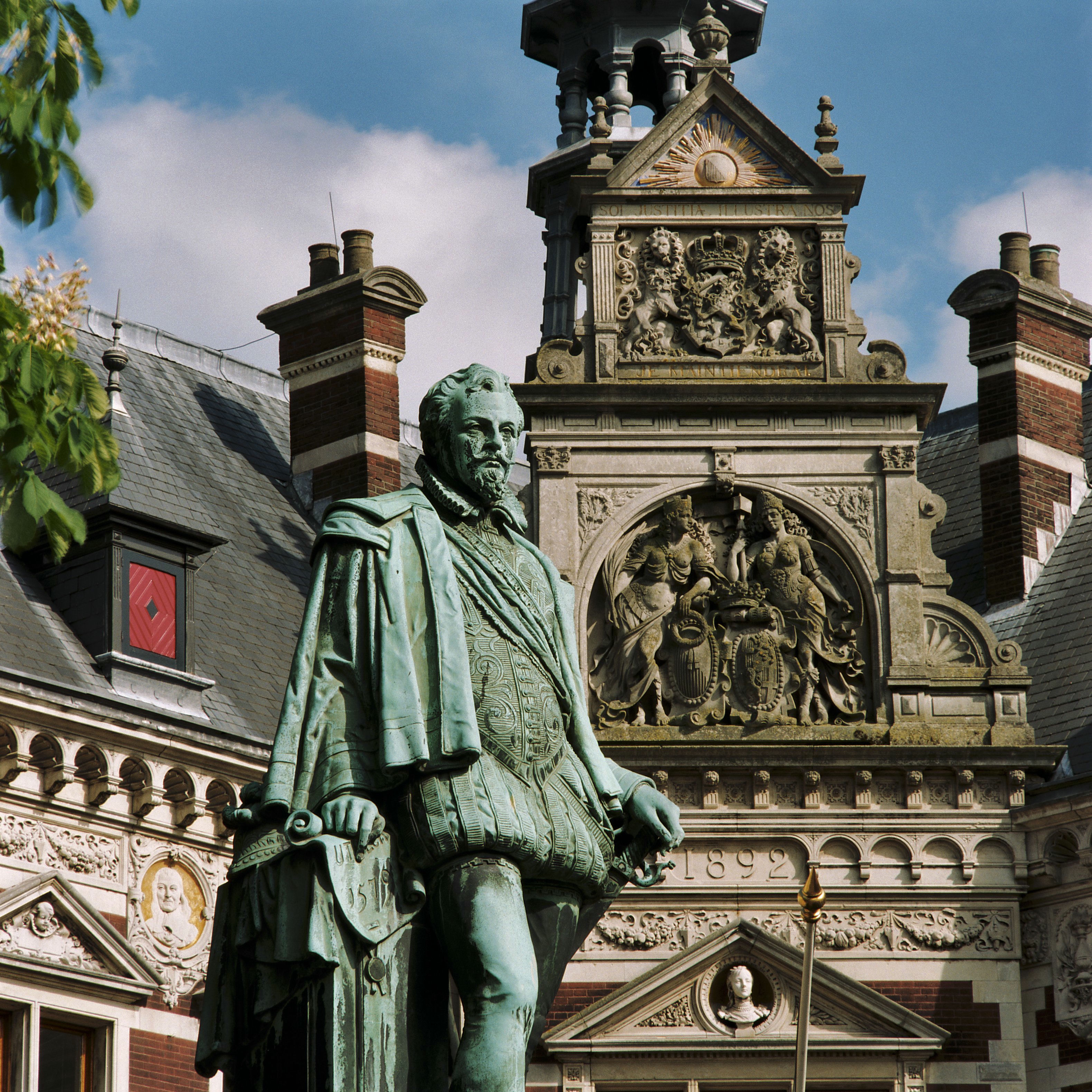
Standbeeld Jan van Nassau (Utrecht 1883).

Jan VI van Nassau-Dillenburg, ook wel simpelweg 'Jan van Nassau' of 'Jan/Johan de Oude' genoemd, is lang door nationalistische historici geprezen als de drijvende kracht en "grote held" achter de Unie van Utrecht omdat hij de eerste was die op 23 januari 1579 zijn handtekening onder het verdrag zette. Om die reden liet koning Willem III der Nederlanden, een rechtstreekse afstammeling van Jan van Nassau, een standbeeld voor hem oprichten op het Domplein naast de Dom van Utrecht in 1883, maar moderne historici hebben dit idee betwist. Volgens Kosterman (1999) verscheen Jan van Nassau min of meer uit het niets ten tonele: "In 1577 was hij, gezin, huis en goed achterlatend wegens grote financiële nood, uit Dillenburg naar de Nederlanden komen afzakken om een goed betaalde baan te vinden. Na enig prinselijk gemanipuleer [door zijn broer Willem van Oranje] werd hij op 22 mei 1578 benoemd tot stadhouder van Gelderland.' De doelstellingen van Nassau verschilden van die van zijn broer Oranje: hij streefde naar een verbond van calvinistische gewesten in de Nederlanden ten behoeve van zijn werkzoekende protestantse Duitse mede-edelen, maar zijn eigen katholiek gedomineerde provincie Gelderland was in meerderheid tegen zo'n unie. Hoewel Nassau op 7 september 1578 een staatsgreep pleegde om zijn zin door te drijven en veel vertrouwelingen op sleutelposities benoemde, slaagde hij er niet in de meerderheid van de Staten van Gelre en Zutphen te overtuigen en keerde hij tijdelijk terug naar Duitsland. Het waren vervolgens de vertegenwoordigers van Holland en Zeeland die de voorbereidingen voor de Unie van Utrecht voltooiden, die in Gelre nooit het consent van de meerderheid van de Staten heeft gekregen.

### Alexander Farnese, hertog van Parma

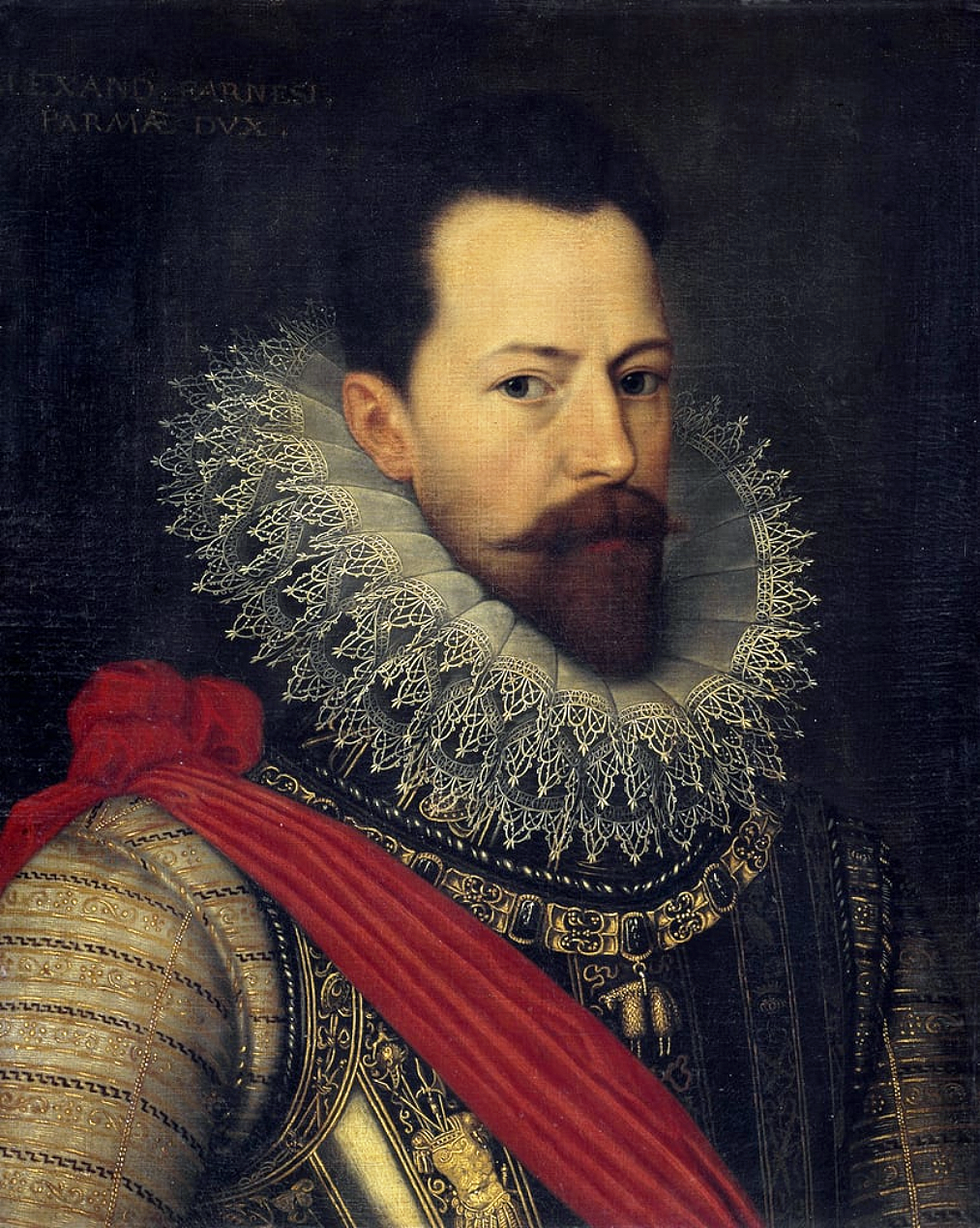
Alexander Farnese, hertog van Parma door Otto van Veen (1585)

Er is een brede consensus onder historici, inclusief Nederlandse, dat Alexander Farnese, de prins en vanaf 1586 hertog van Parma, een ongeëveneerd diplomatiek en militair genie was. Mulder et al. (2008) noemden hem 'een slim diplomaat en een getalenteerd veldheer.' Evenzo verwees Groenveld (2009) naar Farnese's 'bekwame militaire en diplomatieke optreden'. De Winkler Prins (2002) verklaarde: "Farnese, die niet alleen een uitstekend veldheer, maar ook een groot diplomaat was, slaagde niet slechts in de herovering, maar ook in de reconciliatie van de Zuidelijke Nederlanden." Belgisch historicus Henri Pirenne (1911) ging zelfs zover te zeggen dat de moord op Oranje in 1584 een zinloze misdaad was, omdat hij al jaren machteloos stond tegenover de schijnbaar onstuitbare opmars van Parma. Fruin (1857), ondersteund door Van der Lem (2019), benadrukte dat de Nederlandse doorbraken tijdens de Tien jaren (1588–1598) onmogelijk zouden zijn geweest als het grootste deel van het Spaanse leger onder Parma niet in Frankrijk had vastgezeten in de oorlog daar. Van der Lem (2019) was het met Fruin eens dat de Tien jaren militair gezien "cruciaal" waren, hoewel dat meer te maken had met de afwezigheid van Parma dan met de briljante oorlogsinspanningen en economie van de Republiek. Enkel de Winkler Prins (2002) betoogde dat Maurits van Nassau 'evenzeer als [Farnese] de nieuwe, op wiskundige basis gefundeerde oorlogvoering [beheerste]', hoewel Maurits niet zo politiek bekwaam was.

### Maurits van Nassau en Johan van Oldenbarnevelt
De verstandhouding tussen stadhouder en onofficiële kapitein-generaal Maurits van Nassau (pas vanaf 1618 prins van Oranje) en Hollands landsadvocaat Johan van Oldenbarnevelt, die op 13 mei 1619 op instigatie van Maurits werd geëxecuteerd, is het onderwerp geweest van vele geschillen tussen Nederlandse historici. De belangstelling van wetenschappers richt zich niet alleen op de karaktereigenschappen en daden van de twee mannen, maar ook op wat zij (volgens latere commentatoren) naar verluidt zouden vertegenwoordigen: de vroegste vormen van het orangistische militaristische stadhouderlijk stelsel dat uiteindelijk zou uitgroeien tot de Oranjedynastie / Nederlandse monarchie van 1813 die nog steeds bestaat, versus de staatse regenten / (zeevarende) kooplieden / proto-kapitalistische klasse, die later zou uitgroeien tot de republikeinse Loevesteinse factie, waarvan een deel later nog zou uitgroeien tot de Verlichte democratisch-republikeinse patriotten van de jaren 1780. Hoewel vroegmoderne schrijvers meestal een uitgesproken voorkeur hadden voor Maurits of Oldenbarnevelt (Joost van den Vondel had bijvoorbeeld felle kritiek op Maurits en bewonderde Oldenbarnevelt in zijn gedichten) en hen aan het begin van beide politieke tradities plaatsen, hebben moderne historici betoogd dat deze binaire voorstellingen een oversimplificatie van de werkelijkheid zijn. Velen hebben erop gewezen dat Oldenbarnevelt en Maurits tijdens de Tien jaren vrij goed samenwerkten (zelfs tot aan 1609), in feite van elkaar afhankelijk waren om hun doelen te bereiken en elkaar in evenwicht hielden. Toch bestaat er een consensus dat Maurits in augustus 1618 een staatsgreep pleegde en dat het daaropvolgende proces tegen Oldenbarnevelt, De Groot en Hogerbeets oneerlijk en politiek gemotiveerd was.
De Winkler Prins (2002) schreef: 'Algemeen wordt Oldenbarnevelt erkend als een intellect van de eerste rang, een scherpzinnig jurist, de constitutionele bouwer van de Republiek der Verenigde Nederlanden en de grondlegger van haar positie in de wereld.' Hij werkte in 1573–1576 samen met Oranje om 'een geuzendictatuur te voorkomen ten gunste van de regentenfamilies'. Zijn contacten met uitgeweken Zuid-Nederlanders en zijn economisch beleid als pensionaris van Rotterdam (1576–1586) waren volgens de encyclopedie verantwoordelijk voor de bloei van haven van Rotterdam in de daaropvolgende decennia, maar 'als tolerant humanist [gelukte het Oldenbarnevelt] maar gedeeltelijk het beginsel van religievrede te waarborgen' tijdens de voorbereidingen van de Unie van Utrecht. De Winkler Prins beoordeelde zijn besluit om Maurits te benoemen tot stadhouder van Holland en Zeeland ('maar met beperkingen die de soevereiniteit van de Staten vastlegden') en dus als 'de 'nationale' tegenvoeter van de Engelse landvoogd [Leicester]' als een 'meesterstuk'. Dit legde echter tegelijkertijd ook de kiem voor de 'toenemende animositeit tussen Oldenbarnevelt en Maurits', aangezien de eerste (met de Staten van Holland achter zich) voortdurend het idee verwierp dat de soevereiniteit diende te worden geschonken aan één 'erfelijk hoofd', terwijl vooral Zeeland pleitte voor het verlenen van de grafelijkheid aan Maurits. Anderzijds stelde de Winkler Prins dat Oldenbarnevelt erin slaagde om 'aan zijn eigen ambt een op geen enkel wettelijk document berustende inhoud te geven die de dragers maakte tot de voornaamste functionarissen in de gehele Republiek'. De encyclopedie bewonderde zijn diplomatieke vaardigheid om bondgenoten aan te trekken, het Twaalfjarig Bestand af te dwingen en de druk van de dynastieke belangen van Oranje en Bourbon op de republikeinse regering te weerstaan. Zijn besluit om de Staten van Holland de Scherpe Resolutie van augustus 1617 te laten aannemen om steden toe te staan hun eigen veiligheidstroepen in te huren was 'de enige belangrijke nederlaag die Oldenbarnevelt leed' en ook degene die hem zijn ambt en leven kostten; Maurits gebruikte zijn militaire macht om een staatsgreep te plegen door de huurlingen van de stad te ontbinden, alle politieke tegenstanders te arresteren en zijn eigen speciale rechtbank te benoemen om Oldenbarnevelt te laten berechten en terechtstellen. Hoewel hij weinig vrienden had in zijn leven omdat hij "tiranniek" was, werd hij 'na zijn smadelijk einde (...) door medestanders, o.a. de dichter Vondel, met een martelaarsaureool omgeven.'
De Winkler Prins schreef dat Maurits 'evenzeer als [Farnese] de nieuwe, op wiskundige basis gefundeerde oorlogvoering [beheerste en] na Farneses dood onbetwist de grootste militair van zijn tijd [was].' Aan de andere kant was Maurits niet even politiek behendig en werd 'door Oldenbarnevelt overschaduwd' en wist zich pas 'na lang aarzelen' aan de monarchale invloed van Hendrik IV van Frankrijk 'te onttrekken'. Het feit dat Oldenbarnevelt het Twaalfjarig Bestand veilig stelde (waardoor Maurits' militaire positie werd ondermijnd) en zich verzette tegen de eenpersoonssoevereiniteit (waardoor Maurits' dynastieke aspiraties werden gedwarsboomd) veroorzaakte hun breuk, terwijl de religieuze conflicten tussen hen 'nauwelijks een rol [speelden], want beider confessionele kleur is altijd vaag gebleven.' Volgens Arie van Deursens biografie over Maurits (2000) "faalde hij als overwinnaar van het conflict" op het moment dat het hoofd van Oldenbarnevelt over straat rolde: 'Als er een rechtbank van de geschiedenis bestond, zou die over Maurits ondubbelzinnig het schuldig uitspreken.'